# The Queen's Own Rifles of Canada
Vous lisez un « bon article » labellisé en 2017.
The Queen's Own Rifles of Canada, en abrégé QOR of C, littéralement « Les Carabiniers personnels de la reine du Canada», sont un régiment d'infanterie de la Première réserve de l'Armée canadienne composé d'un bataillon et d'une fanfare. Ayant été fondé en 1860 sous la dénomination de « 2nd Battalion, Volunteer Militia Rifles of Canada », littéralement « 2e Bataillon, Carabiniers de la Milice volontaire du Canada », il est le plus ancien régiment d'infanterie en service ininterrompu au Canada. De 1863 à 1882, il portait le nom de Queen's Own Rifles of Toronto, littéralement « Carabiniers personnels de la reine de Toronto ».
Le régiment fait partie du 32e Groupe-brigade du Canada au sein de la 4e Division du Canada et il est basé au manège militaire de Moss Park à Toronto en Ontario. Il s'agit de l'unique régiment de carabiniers de son groupe-brigade et de la seule unité de la réserve à avoir le parachutisme comme spécialité. Les membres du régiment sont des soldats s'entraînant à temps partiel afin de servir dans des opérations domestiques ou outremer des Forces armées canadiennes.
The Queen's Own Rifles of Canada perpétuent l'histoire de six bataillons du Corps expéditionnaire canadien (CEC) pour le service outremer de la Première Guerre mondiale : les 3e, 83e, 95e, 166e, 198e et 255e Bataillon « outremer », CEC En 1953, The Queen's Own Rifles of Canada fusionnèrent avec le 1st et le 2nd Canadian Rifle Battalion, littéralement le « 1er » et le « 2e Bataillon carabinier canadien », deux bataillons de la Force régulière créés au début des années 1950 à Valcartier au Québec. Ceux-ci devinrent respectivement les 1er et 2e Bataillon, The Queen's Own Rifles of Canada tandis que le bataillon de réserve devint le 3e Bataillon. En 1968, The Queen's Own Rifles of Canada redevinrent un régiment d'un seul bataillon de la réserve.
L'unité a participé à toutes les campagnes militaires du Canada. Ce sont un total de 2 000 soldats du régiment qui furent tués au combat depuis les premières pertes lors des raids féniens en 1866. En tout, ce sont 44 honneurs de bataille que The Queen's Own Rifles of Canada ont reçus au cours de leur histoire. Sept membres du régiment furent décorés de la croix de Victoria, la plus haute récompense des forces du Commonwealth, six pour leurs actions lors de la Première Guerre mondiale et un lors de la Seconde Guerre mondiale.

## Rôle et organisation

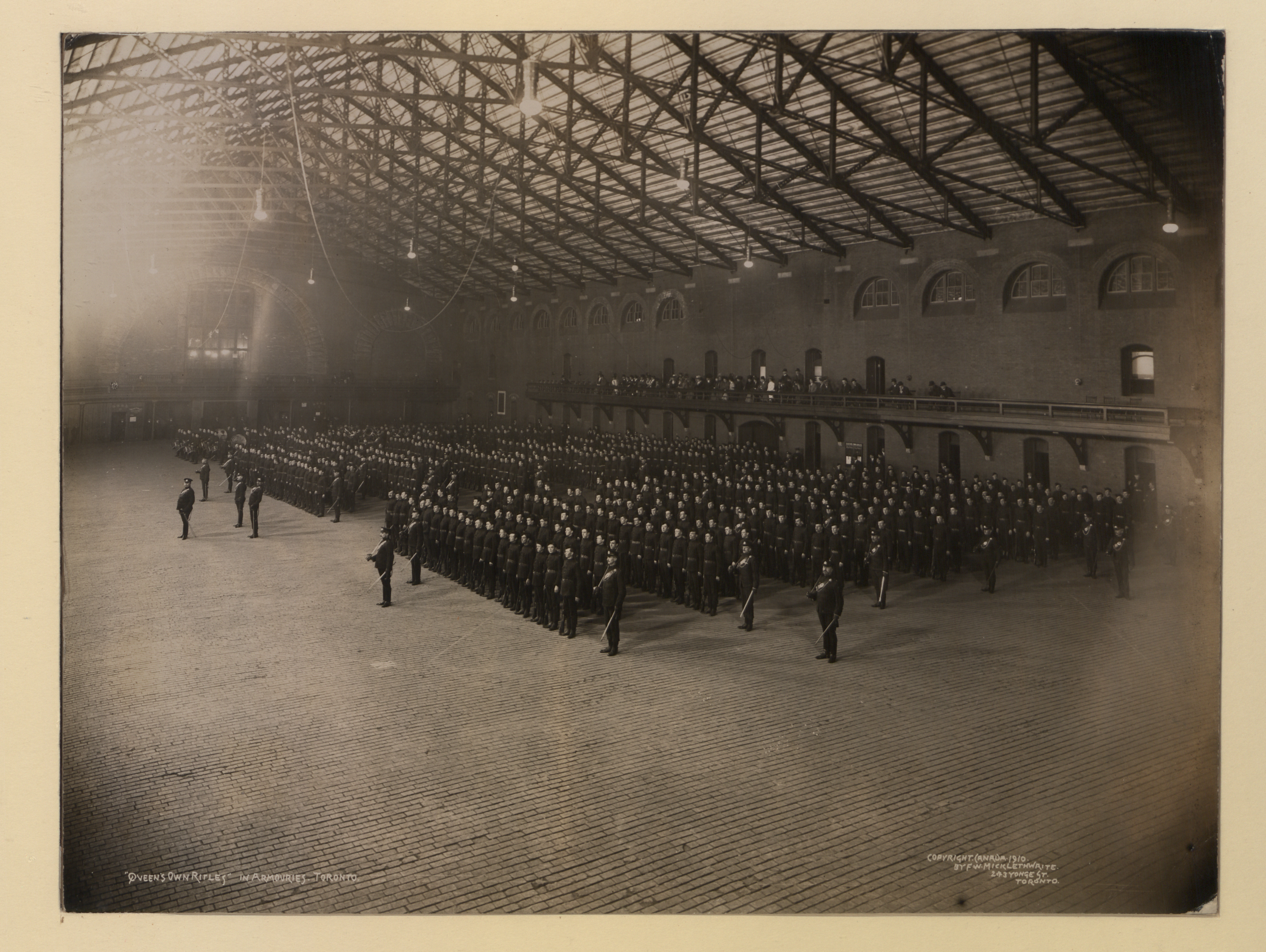
The Queen's Own Rifles of Canada dans leur manège militaire en 1910

Insigne distinctif de la 4e Division du Canada

Tout comme c'est le cas pour les autres unités de la Première réserve de l'Armée canadienne, le rôle des Queen's Own Rifles of Canada est de former des soldats afin de servir de renfort lors des opérations des Forces armées canadiennes ainsi que d'être prêts pour le service actif pour appuyer les autorités civiles lors de catastrophes naturelles dans la région locale. Tous les membres du régiment sont formés en tant que carabiniers. De plus, The Queen's Own Rifles of Canada sont le seul régiment de la réserve à avoir pour spécialité le parachutisme. Ainsi, ses membres formés au parachutisme et aux opérations héliportées servent souvent dans le cadre de l'instruction au parachutisme au sein des Forces armées canadiennes. Bien entendu, en tant qu'unité d'infanterie légère, le rôle des soldats du régiment dans un théâtre militaire, selon la doctrine de l'Armée canadienne, est de se déplacer rapidement à pied afin de se rapprocher de l'ennemi dans le but de l'anéantir.
The Queen's Own Rifles of Canada sont un régiment d'infanterie du 32e Groupe-brigade du Canada, un groupe-brigade de la Première réserve de l'Armée canadienne qui fait partie de la 4e Division du Canada,. Le régiment est composé d'un bataillon et d'une fanfare. Son quartier général est situé dans le manège militaire de Moss Park à Toronto en Ontario et il comprend des détachements au centre-ville de Toronto ainsi qu'à Scarborough,. Le bataillon des Queen's Own Rifles of Canada comprend un quartier général de bataillon ainsi que trois compagnies : la 60th Company, la Buffs Company et la Victoria Company, surnommée la « Vics Company ». Le bataillon est commandé par un lieutenant-colonel.
La 60th Company (60th Coy) est basée au manège militaire de Moss Park. Il s'agit de la plus grande compagnie de carabiniers et elle comprend la majorité des parachutistes du régiment. La 60th Company est affiliée avec le 60th Regiment, King's Royal Rifle Corps, une unité de la British Army qui a cessé d'exister en 1958 lorsqu'elle a été fusionnée avec d'autres régiments pour former The Rifles. La Buffs Company a été créée récemment et elle était d'abord un peloton de recrues de la Victoria Company. Elle est basée à Scarborough et est responsable de l'entraînement des recrues. Elle est affiliée avec The Buffs (Royal East Kent Regiment) (en), un ancien régiment de la British Army qui a été amalgamé avec d'autres régiments qui forment, de nos jours, le Princess of Wales's Royal Regiment. De son côté, la Victoria Company (Vics Coy) est la compagnie du soutien logistique de combat du régiment et est basée au manège militaire de Moss Park. Elle perpétue l'histoire des Victoria Rifles of Canada qui ont été réduits à un effectif nul en 1965.

## Histoire
| Nom                                                       | Date            |
| --------------------------------------------------------- | --------------- |
| Second Battalion Volunteer Militia Rifles of Canada       | 26 avril 1860   |
| Queen's Own Rifles of Toronto                             | 18 mars 1863    |
| 2nd Battalion, "Queen's Own Rifles of Canada"             | 13 janvier 1882 |
| 2nd Regiment "Queen's Own Rifles of Canada"               | 8 mai 1900      |
| The Queen's Own Rifles of Canada                          | 1er mai 1920    |
| 2nd (Reserve) Battalion, The Queen's Own Rifles of Canada | 7 novembre 1941 |
| The Queen's Own Rifles of Canada                          | 14 mai 1946     |

### Création
Dans la foulée de la Loi de la Milice adoptée en 1859 favorisant l'amalgamation des compagnies de fantassins indépendantes pour former des bataillons, le lieutenant-colonel George Taylor Dennison, alors commandant du District de Toronto, proposa de créer un bataillon en unifiant les quatre compagnies de fantassins de Toronto : les 1st et 3rd Toronto Volunteer Militia Rifle Company (les « 1re » et « 3e compagnie de fusiliers de la milice volontaire de Toronto », la Toronto Highland Volunteer Rifle Company (la « compagnie de fusiliers highlands volontaires de Toronto ») et la Toronto Volunteer Militia Foot Artillery Company (la « compagnie d'artillerie à pied de la milice volontaire de Toronto »). Cependant, la Loi de la Milice stipulait qu'il fallait au moins six et pas plus de dix compagnies pour former un tel bataillon. Ainsi, il proposa aux compagnies de Barrie et de Brampton de s'y joindre. Cette proposition fut acceptée et le Second Battalion Volunteer Militia Rifles of Canada (Second Bn Vol Mil Rif of C), littéralement le « Second Bataillon de fantassins volontaires du Canada », fut créé le 26 avril 1860 à Toronto par un ordre général de la Milice signé par le lieutenant-colonel Donald Macdonnell, adjudant-général adjoint de la Milice du Haut-Canada. À ce moment, la compagnie de Brampton fut abandonnée et la compagnie de Whitby, la Whitby Volunteer Highland Rifle Company (la « compagnie de fusiliers highlands volontaires de Whitby »), se joignit alors aux quatre compagnies de Toronto et à la Barrie Volunteer Militia Rifle Company (la « compagnie de fusiliers de la milice volontaire de Barrie ») pour former le bataillon. Ainsi, à sa création, le bataillon comprenait quatre compagnies de fantassins et deux compagnies de fantassins highlands. Le premier commandant du bataillon fut le lieutenant-colonel William Smith Durie, un officier diplômé de l'Académie royale militaire de Sandhurst de la British Army en 1828 qui a également servi au sein de plusieurs régiments de cette dernière jusqu'en 1835 avant de devenir un officier de la Milice canadienne en 1838, qui commandait jusque-là la compagnie de Barrie. Il commanda l'unité de 1860 à 1865. Bien que formant officiellement une seule unité, dans les faits, les six compagnies du bataillon ne paradèrent jamais ensemble.
| Numéro de compagnie | Nom de la compagnie indépendante                        | Commandant            | Date de création de la compagnie |
| ------------------- | ------------------------------------------------------- | --------------------- | -------------------------------- |
| 1                   | The Volunteer Militia Rifle Company of Barrie           | Major W. S. Durie     | 27 décembre 1855                 |
| 2                   | The 1st Volunteer Militia Rifle Company of Toronto      | Capitaine G. Brooke   | 20 mars 1856                     |
| 3                   | The 3rd Volunteer Militia Rifle Company of Toronto      | Major J. Nickinson    | 20 mars 1856                     |
| 4                   | The Toronto Highland Volunteer Rifle Company            | Capitaine A. M. Smith | 18 septembre 1856                |
| 5                   | The Volunteer Militia Foot Artillery Company of Toronto | Capitaine H. Goodwin  | 13 novembre 1856                 |
| 6                   | The Volunteer Highland Rifle Company of Whitby          | Capitaine J. Wallace  | 31 mars 1858                     |

La même année que la création du bataillon, c'est-à-dire en 1860, le prince de Galles, qui devint plus tard le roi Édouard VII, visita le Canada en septembre et le bataillon forma la garde d'honneur. Le 12 septembre, le prince inspecta la garnison de Toronto et la compagnie de Barrie fut appelée à rejoindre le bataillon pour l'occasion, mais pas la compagnie de Whitby. Le 21 novembre 1862, de nouvelles compagnies de Toronto furent ajoutées au bataillon et les compagnies de Barrie et de Whitby redevinrent indépendantes. Ainsi, le bataillon atteignit la taille de dix compagnies.
| Numéro de la compagnie dans le bataillon | Nom de la compagnie originelle                       | Date de création  | Commandant             |
| ---------------------------------------- | ---------------------------------------------------- | ----------------- | ---------------------- |
| 1                                        | Compagnie no 2 de la formation originelle            | 20 mars 1856      | Capitaine D. MacDonald |
| 2                                        | Compagnie no 3 de la formation originelle            | 20 mars 1856      | Capitaine Jas. Smith   |
| 3                                        | Compagnie no 5 de la formation originelle            | 13 novembre 1856  | Capitaine P. Paterson  |
| 4                                        | 1st Merchant's Company                               | 30 août 1861      | Capitaine W. R. Harris |
| 5                                        | 2nd Merchant's Company                               | 14 mars 1862      | Capitaine Wm. Murray   |
| 6                                        | Victoria Rifles Company                              | 6 décembre 1861   | Capitaine L. W. Ord    |
| 7                                        | Civil Service Company                                | 14 mars 1862      | Major R. Spence        |
| 8                                        | Trinity College Company                              | 3 juin 1861       | Major R. B. Denison    |
| 9                                        | University Company                                   | 5 mai 1862        | Capitaine H. Croft     |
| 10                                       | Compagnie no 4 de la formation originelle (Highland) | 18 septembre 1856 | Capitaine A. J. Fulton |

Le 18 mars 1863, par un ordre général de la Milice, le bataillon fut renommé en « The Queen's Own Rifles of Toronto ». En janvier 1866, une compagnie attachée au bataillon appelée « Upper Canada College Rifle Company », littéralement la « Compagnie de fantassins de l'Upper Canada College », fut créée,.

### Raids féniens

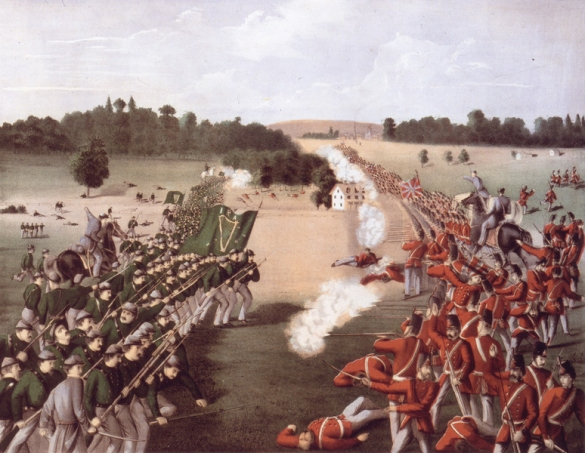
Illustration de la bataille de Ridgeway

The Queen's Own Rifles of Toronto furent mobilisés pour le service actif dans la foulée des raids féniens, des attaques menées par les Féniens, des Irlandais basés aux États-Unis, contre les établissements britanniques au Canada dans le cadre de leur lutte contre la présence britannique,. En effet, les 11 compagnies du bataillon furent placées en service actif le 1er juin 1866 sous la menace d'une attaque à Niagara. Elles furent envoyées à Port Colborne. Alors que les troupes des Queen's Own Rifles se mettaient en route, les troupes féniennes, sous le commandement du général John O'Neil, capturèrent Fort Érié qui n'avaient aucune force militaire canadienne sur place. Le lendemain, les troupes canadiennes quittèrent Port Colborne en direction de Ridgeway (en) et les éclaireurs du général O'Neil lui rapportèrent cette information si bien qu'il établit une position défensive sur la route en attente des troupes canadiennes. Les Queen's Own Rifles se trouvaient alors en avant-garde et ignoraient totalement la manœuvre du général O'Neil puisqu'aucun moyen de reconnaissance n'avait été fourni au détachement de la part du quartier-général à Ottawa qui contrôlait les forces armées canadiennes. Peu après avoir quitté Ridgeway, les Queen's Own Rifles tombèrent sous le feu ennemi. C'est là que le régiment connut sa première perte fatale, l'enseigne Malcolm McEachren.
La bataille dura plus d'une heure à la suite de laquelle la position avancée fénienne fut saisie et les troupes ennemies furent repoussées à leur position principale près de Lime Ridge. À ce moment, les Queen's Own Rifles avait utilisé presque toutes leurs munitions et le commandant, le lieutenant-colonel Booker, a donc ordonné qu'un autre bataillon prenne sa relève en plein jour et alors que la bataille était toujours en cours. La relève fut un succès et les Queen's Own Rifles se retrouvèrent en réserve. Le lendemain, le lieutenant-colonel Booker, ayant reçu de fausses informations, crut que la cavalerie avait repoussé les Féniens et ordonna donc la formation d'un carré ; ce qui fut fait par les Queen's Own Rifles qui devinrent ainsi une cible facile pour l'ennemi. Réalisant son erreur, le lieutenant-colonel Booker ordonna de reformer la colonne, mais de la confusion dans les manœuvres causa la retraite des forces canadiennes et les Féniens saisirent l'opportunité pour attaquer. Les troupes canadiennes finirent par reprendre le contrôle et forcèrent les troupes féniennes à se retirer et à retourner aux États-Unis. Les troupes de la colonne de Port Colborne retournèrent alors à Port Colborne avant de rejoindre deux autres colonnes pour occuper la région entourant Fort Érié.

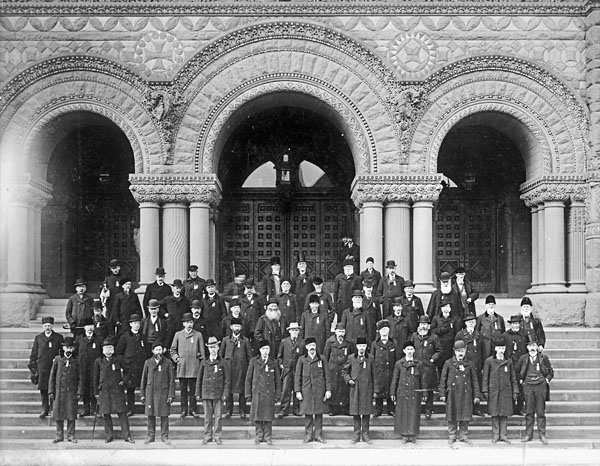
Vétérans des raids féniens de 1866 assemblés devant l'hôtel de ville de Toronto en 1900

Peu de temps après, les gouvernements canadien et américain formèrent une entente où le gouvernement américain s'engagea à ce que les Féniens n'entreprennent plus d'action contre le Canada. En tout, sept soldats des Queen's Own Rifles furent tués au combat au cours de la bataille de Ridgeway le 2 juin 1866, deux succombèrent à leurs blessures le 11 juin 1866 et 21 furent blessés,,. Jusqu'en 1870, le régiment fut mis en service actif à quelques reprises sous la menace de raids féniens, mais il ne fut impliqué dans aucun autre incident. Le dernier raid fénien fut celui d'Eccles Hill en 1870,.
Le 27 décembre 1867, The Queen's Own Rifles of Canada ont formé l'une des gardes d'honneur à l'ouverture du premier parlement provincial de l'Ontario à la suite de la création de la Confédération canadienne. En 1868, une nouvelle loi fédérale sur la Milice fut adoptée obligeant toutes les unités à se réenrôler sous les termes de la nouvelle loi. Cette dernière abolissait le paiement fait pour acquérir l'uniforme. Bien que cette mesure ne valût qu'un montant annuel de 6 $, elle a été très mal reçue par les soldats. D'ailleurs, le gouvernement refusa de fournir des kilts ou de payer pour les acquérir ; ce qui poussa la compagnie highland du régiment à ne pas se réengager. Elle fut officiellement retirée du régiment le 17 février 1869. Néanmoins, The Queen's Own Rifles of Toronto furent l'une des premières unités à se ré-enrôler. Le régiment avait alors un effectif initial de 30 officiers et de 288 membres du rang. En octobre 1868, le régiment monta la garde d'honneur lors de la visite du prince Arthur de Connaught à Toronto. Le régiment fournit également une garde composée d'un officier et de 15 soldats à sa résidence.

### Rébellion de la rivière Rouge

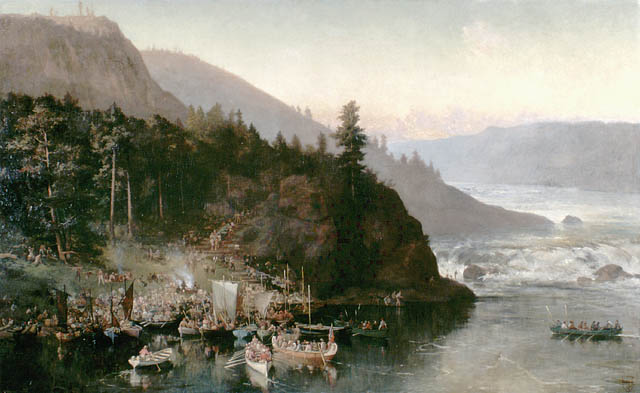
L'expédition de la rivière rouge aux chutes Kakabeka (1877) par Frances Anne Hopkins

À la suite de la Confédération canadienne, les droits sur les Territoires du Nord-Ouest furent transférés au gouvernement du Dominion du Canada. Ainsi, en 1869, le gouvernement entreprit l’arpentage de ce territoire, mais les Métis menés par Louis Riel s'y opposèrent. Ils repoussèrent le nouveau gouverneur des Territoires du Nord-Ouest (en), William McDougall, à la frontière et capturèrent le fort Garry dans le but d'établir un gouvernement provisoire. Le gouvernement canadien ne réagit pas immédiatement à cette situation, estimant que les Métis avaient mal été informés des nouveaux événements. Cependant, à la suite de l'exécution de Thomas Scott qui était partisan de l'annexion avec le Canada après un procès sommaire qui causa un émoi au sein de la population de l'Ontario, le gouvernement décida d'agir,.
C'est ainsi que, le 16 avril 1870, un contingent militaire placé sous le commandement du colonel Garnet Wolseley fut expédié afin de réprimer la rébellion et d'arrêter ses leaders. Les Queen's Own Rifles of Toronto fournirent un détachement de deux officiers et de 12 soldats au bataillon de ce contingent provenant de l'Ontario nommé « 1st (Ontario) Battalion of Rifles » (le « 1er (Ontario) Bataillon de fusiliers ») commandé par le lieutenant-colonel S. P. Jarvis. Le voyage jusque dans l'Ouest canadien fut difficile d'autant plus qu'il était impossible de passer par les États-Unis à cause des Féniens. Le contingent arriva au fort Garry en août 1870 et Louis Riel ainsi que ses associés se réfugièrent aux États-Unis. Ainsi, le contrôle fut rétabli et aucune perte ne fut encourue. Plus tard, au cours de la même année, le gouvernement canadien adopta une loi créant la province du Manitoba garantissant les mêmes droits aux Métis et aux loyalistes d'avoir leurs propres gouvernements comme ce fut le cas pour les autres provinces.
Le 22 mai 1870, une dixième compagnie, levée sous le commandement du capitaine W. H. Ellis, fut ajoutée au régiment. Elle fut connue sous l'appellation de « Second University Company » (littéralement, la « Seconde Compagnie universitaire »). L'année 1870 vit le départ des dernières troupes britanniques de Toronto. Ainsi, le feu de joie (en) du 24 mai, à l'occasion de l'anniversaire de la reine, fut effectué pour la première fois sans les réguliers de la British Army. L'année suivante fut la première fois qu'il n'y eut pas de célébration militaire pour l'anniversaire de la reine. Le régiment effectua une garde d'honneur, conjointement avec les 10th Royals, lors de la prorogation de la première Assemblée législative de l'Ontario. Il monta également une garde d'honneur lors de l'ouverture de la seconde Assemblée législative le 8 décembre 1871.

### Émeutes des années 1870

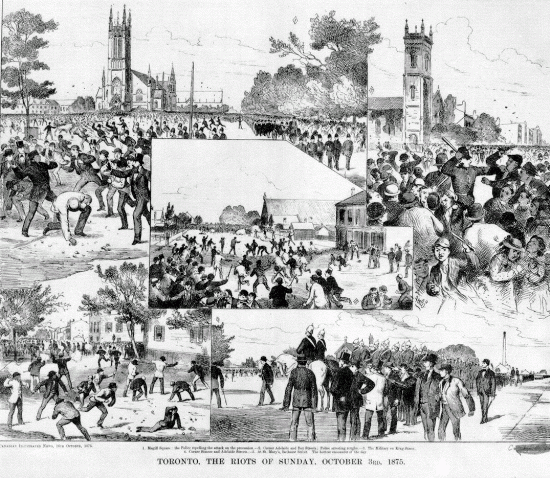
Émeutes de Toronto en octobre 1875

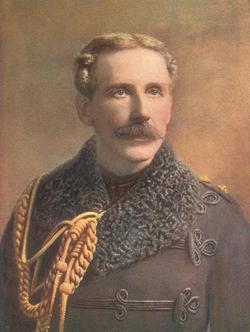
William Dillon Otter, commandant des QOR of C à partir de 1875

Le 3 avril 1872, à l'initiative du major Jarvis, les compagnies des Queen's Own Rifles of Toronto furent redésignées par des lettres, c'est-à-dire de A à K, au lieu de nombres. Le 17 mai 1875, le lieutenant-colonel William Dillon Otter devint le commandant du régiment.
En septembre 1875, des émeutes éclatèrent à Toronto opposant les orangistes aux catholiques. Le chef de police de Toronto, le major F. C. Draper, un ancien officier des Queen's Own Rifles of Toronto, demanda le renfort des forces militaires pour faire face à ces émeutes. Ainsi, en octobre, les Queen's Own Rifles of Toronto, les 10th Royals et la Governor General's Body Guard furent appelés en renfort. En janvier 1877, le régiment fut de nouveau appelé en renfort après que le maire de Belleville eut demandé l'appui de la milice pour faire face aux émeutes qui éclatèrent lorsque le Grand Trunk Railway effectua de nombreuses mises à pied. Le commandant du régiment dut faire une action en justice pour que la municipalité de Belleville paie les soldats appelés en renfort.

### Rébellion du Nord-Ouest
Le 13 janvier 1882, le régiment changea de nom pour devenir le « 2nd Battalion Queen's Own Rifles of Canada », abandonnant ainsi la mention de Toronto dans son nom.
Au milieu des années 1880, Louis Riel revint au Canada et organisa un mouvement métis pour s'opposer à la colonisation du territoire qui est, de nos jours, la Saskatchewan par des colons anglophones qui réarrangeaient la distribution des terres selon le système des concessions carrées plutôt que d'après le système seigneurial de la Nouvelle-France de bandes perpendiculaires à la rivière auquel les Métis était habitués de par leurs ancêtres canadiens-français ainsi qu'à la disparition du bison. Le premier incident sérieux survint lors de la bataille du lac aux Canards le 26 mars 1885 où les forces menées par Louis Riel firent des prisonniers et attaquèrent un détachement local de la Police montée du Nord-Ouest. Ensuite, le 2 avril, les Cris menés par le chef Poundmaker se soulevèrent et massacrèrent plusieurs habitants de Frog Lake. Alors, le gouvernement canadien décida de réagir.

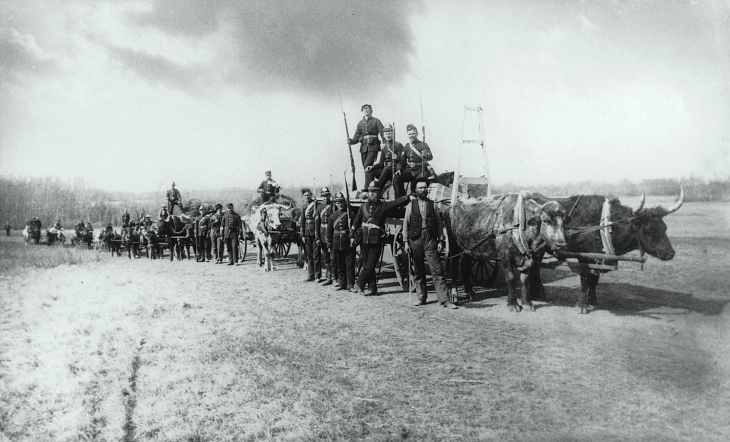
Troupes en marche vers Qu'Appelle en 1885

C'est ainsi que, le 28 mars 1885, The Queen's Own Rifles of Canada furent mobilisés. Le régiment reçut l'ordre de ne fournir qu'un bataillon de 250 hommes. Ainsi, un bataillon en service actif fut créé avec les soldats sélectionnés et placé sous le commandement du lieutenant-colonel A. A. Miller. Les quatre compagnies de ce bataillon abandonnèrent leurs désignations par des lettres et réadoptèrent des numéros. Puisque l'armée ne pouvait fournir de vêtements d'hiver, le conseil municipal de Toronto en fournit aux soldats. Le 30 mars, le bataillon partit vers l'Ouest canadien à bord d'un train du Canadien Pacifique (CP). En chemin, le train s'arrêta à Carleton Junction où l'unité reçut un drapeau de la part du député William Mulock (en) qui servit auparavant en tant que sergent au sein des QOR of C et qui devint, plus tard, ministre des Postes du Canada (en) et juge en chef de la Cour suprême de l'Ontario (en). La suite du voyage fut difficile, surtout que le chemin de fer du CP, à cette époque, n'était pas encore complètement terminé et il y avait quatre grandes étendues où les rails étaient inexistants. Les soldats traversèrent ces trouées en traîneau à cheval ou à la marche dans le froid de l'hiver où les températures descendaient jusqu'à −21 Celsius. Le bataillon fit même face à des conducteurs de traîneaux qui décidèrent de faire la grève ; le commandant de l'unité a dû les menacer d'arrestation pour les convaincre de préparer les traîneaux. Il rejoignit la colonne du lieutenant-colonel William Dillon Otter avec laquelle il fut envoyé à Battleford où il arriva le 23 avril. Les forces militaires fortifièrent la ville et assurèrent sa défense,.

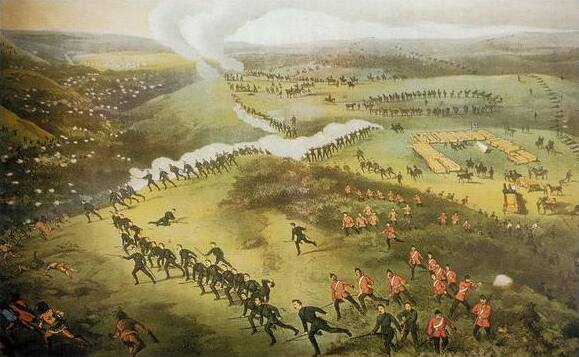
La bataille de Cut Knife (1885) par Fred Curzon

Le 1er mai, la colonne d'Otter, incluant la compagnie no 1 et le corps d'ambulance des QOR of C, partit en direction du campement de Poundmaker près de la crique de Cut Knife. Aussitôt arrivée, le lendemain, elle se fit attaquer par les Cris. Les troupes canadiennes furent encerclées par les Amérindiens, mais elles effectuèrent une manœuvre de repli sous contact en maintenant un feu continu de sorte que les Cris ne poursuivirent pas l'attaque. Les QOR of C eurent cinq blessés, mais aucune perte fatale. La colonne retourna à Battleford. Le 20 mai, le père Cochin, un missionnaire catholique qui avait été fait prisonnier par Poundmaker, arriva à Battleford avec une proposition de paix avec des conditions de la part du chef cri, mais il fut renvoyé avec pour réponse que seulement une capitulation inconditionnelle sera acceptée.

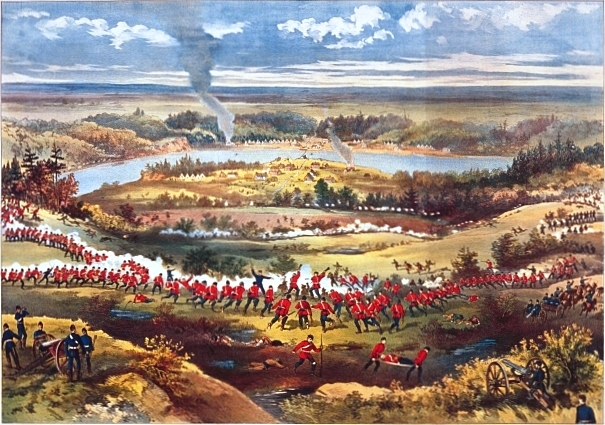
La prise de Batoche (1885) par Fred Curzon

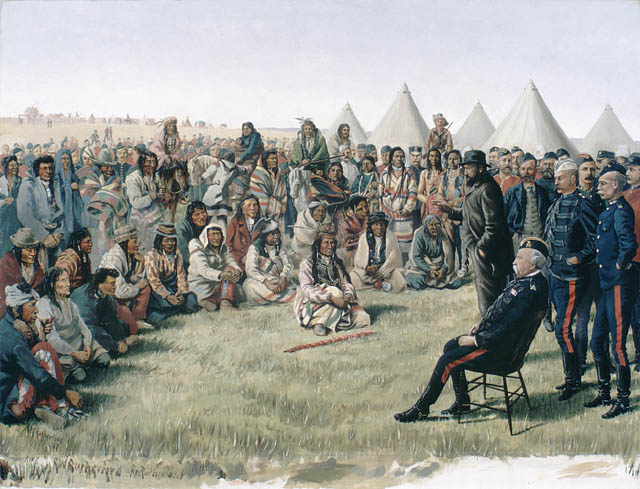
La reddition de Poundmaker au major-général Frederick Middleton

À la suite des batailles de Batoche et de la coulée des Tourond ainsi qu'à la capitulation de Louis Riel, la colonne du major-général Frederick Middleton vint rejoindre la colonne d'Otter à Battleford. L'anniversaire de la reine fut célébré par un imposant feu de joie (en) des deux colonnes incluant des tirs d'artillerie et de carabines. Cette démonstration de force encouragea la capitulation de Poundmaker le 26 mai. Ce dernier ainsi que d'autres chefs et deux guerriers qui avait assassiné des hommes blancs furent arrêtés ; les autres Amérindiens furent renvoyés.
Le 30 mai, la colonne de Middleton quitta Battleford pour rejoindre la colonne du général Thomas Bland Strange (en) afin de capturer le chef Big Bear. Le 7 juin, la colonne d'Otter, incluant tout le bataillon des QOR of C, reçut l'ordre de se rendre au nord au lac Turtle (en) en Saskatchewan afin de couper la retraite de Big Bear. Elle arriva à l'extrémité sud du lac le 11 juin, mais, le même jour, Big Bear passa du côté nord. Elle passa plusieurs jours à rechercher Big Bear dans la région sans succès, puis, elle retourna à Battleford le 1er juillet. Le lendemain, Big Bear se rendit à la Police montée du Nord-Ouest au fort Carlton, marquant la fin de la campagne.

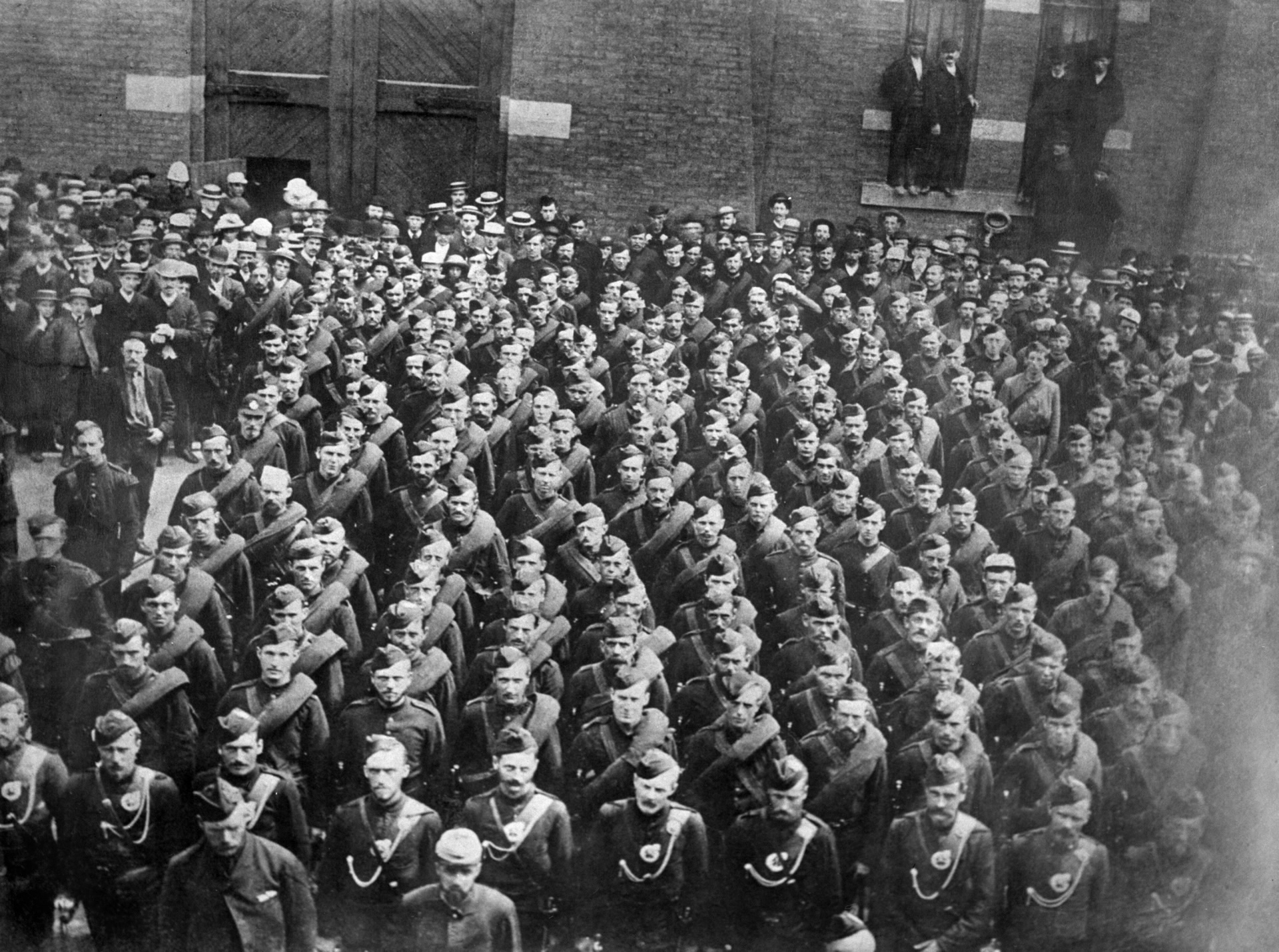
The Queen's Own Rifles of Canada à la gare du Canadien Pacifique à leur retour à Toronto en 1885 après la rébellion du Nord-Ouest

Le 5 juillet, les troupes de la Milice canadienne entreprirent le chemin du retour tandis que les troupes régulières demeurèrent dans l'Ouest canadien pour appuyer la Police montée du Nord-Ouest. Le voyage du retour se fit principalement en bateau, incluant des portages en train. Les QOR of C furent de retour à Toronto le 23 juillet 1885 où ils furent accueillis par le lieutenant-gouverneur de l'Ontario et la maire de la ville. Le 10 décembre 1889, le régiment parada dans son manège militaire pour le dévoilement, par le gouverneur général, d'une plaque commémorative à la mémoire de ceux qui sont tombés en servant dans la colonne de Battleford en 1885. Cette plaque se trouve toujours dans le manège militaire des QOR of C.
Une autre parade digne de mention est celle tenue le 30 mai 1890 lorsque le major-général son altesse royale le duc de Connaught passa par Toronto lors de son retour d'Inde.

### Seconde guerre des Boers

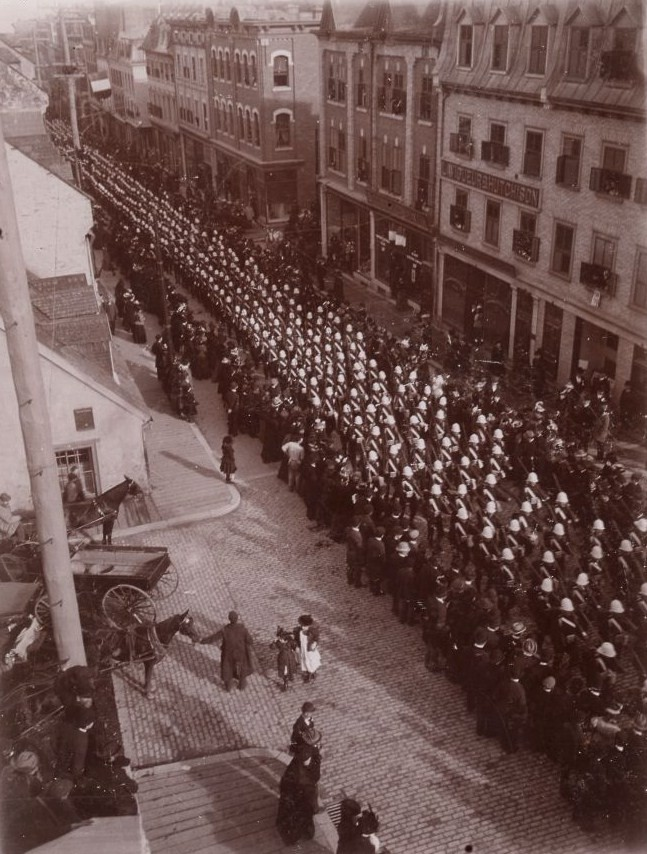
Le premier contingent canadien défilant dans la ville de Québec avant de partir pour la guerre en Afrique du Sud

En octobre 1899, la République sud-africaine du Transvaal et l'État libre d'Orange déclarèrent la guerre à la Grande-Bretagne. Au Canada, l'opinion publique était partagée quant à la participation des troupes canadiennes : les Canadiens français s'y opposaient tandis que les Ontariens la supportaient. Ainsi, en guise de compromis, le gouvernement canadien décida d'envoyer un contingent de 1 000 hommes seulement. Il s'agit du premier déploiement outremer des Forces armées canadiennes.
Toronto devait fournir les 125 hommes pour former la compagnie C du 2nd (Special Service) Battalion, Royal Canadian Regiment (RCR), littéralement le « 2e (Service spécial) Bataillon, Régiment canadien royal », qui était placé sous le commandement du lieutenant-colonel William Dillon Otter. Le commandant adjoint du bataillon était le major L. Buchan qui a servi auparavant avec les QOR of C. Le commandant de la compagnie C était le capitaine R. K. Barker des QOR of C. En plus de ces officiers, les QOR of C fournirent son quota de volontaires avec trois sergents, un clairon et 29 soldats du rang. De plus, d'autres membres des QOR of C réussirent à se faire sélectionner sous les quotas d'autres régiments,.
Le 25 octobre 1899, la compagnie C partit de Toronto en train et, le 31 octobre, embarqua à bord du S.S. Sardinian à Québec. Elle arriva au Cap en Afrique du Sud le 29 novembre. Dès le lendemain, le contingent canadien prit le train pour se rendre à Belmont dans l'État libre d'Orange. Au départ, les Britanniques voulaient utiliser les Canadiens en tant que renforts pour leurs unités, mais des représentants du gouvernement canadien les convainquirent de conserver l'identité régimentaire du RCR. C'est ainsi que ce dernier commença son entraînement.
En décembre 1899, le colonel Pilcher du Bedfordshire Regiment (en) forma un contingent pour prendre la relève à la petite ville de Douglas (en) dans le Cap du Nord qui était assiégée. La compagnie C fut sélectionnée puisqu'elle était la plus avancée dans l'entraînement. Le 31 décembre, la colonne partit de Belmont en chariots. Le lendemain, elle effectua une attaque par encerclement qui fut un succès puisque les pertes furent peu nombreuses et que 46 prisonniers furent capturés. Le 4 janvier 1900, la colonne revint à Belmont. Bien que l'engagement fût mineur, il constitue le baptême du feu du RCR.
Le 18 février, le RCR, au sein de la 19e Brigade avec des régiments de la British Army, effectua une attaque à la rivière Modder dans le cadre de la bataille de Paardeberg pour libérer la ville de Kimberley assiégée. Au cours de cette bataille, le RCR encourut 116 pertes. Un membre des QOR of C fut tué, le fusilier C. E. E. Jackson, et six autres furent blessés.
Dans les semaines qui suivirent, les troupes canadiennes et britanniques avancèrent lentement contre les troupes du général boer Piet Cronjé. Le 27 février correspondait à une fête nationale pour les Boers qui célébraient une défaite précédente des Britanniques lors de la bataille de Majuba en 1881. Le commandant en chef des forces britanniques, le maréchal Lord Frederick Roberts, voulait remettre le pointage à zéro en menant une attaque réussie le même jour. C'est ainsi que la 19e Brigade mena une attaque surprise dans la nuit du 26 au 27 février. L'ordre d'attaque a été sonné par le clairon D. F. Williams des QOR of C. Il s'agit de la première bataille sérieuse de l'histoire des troupes canadiennes outre-mer. Les Boers se rendirent au lever du jour. Après la bataille, Lord Roberts vint personnellement féliciter le régiment. Par la suite, la 19e Brigade fut envoyée pour prendre Bloemfontein, la capitale de l'État libre d'Orange. Plusieurs batailles se déroulèrent en chemin, mais la ville fut capturée.
Durant ce temps, une épidémie de fièvre typhoïde se déclencha et deux soldats des QOR of C en moururent. À partir de là, la 19e Brigade fut envoyée vers Pretoria, la capitale du Transvaal. Encore une fois, plusieurs batailles se déroulèrent en chemin. En juin, Pretoria se rendit. En tout, du 12 février au 5 juin 1900, la 19e Brigade a participé à la prise de dix villes, a combattu dans dix engagements majeurs en plus de 27 autres batailles, dont 21 en seulement 30 jours. En tout, trois membres des QOR of C perdirent la vie en Afrique du Sud au cours de la seconde guerre des Boers.
La suite de la guerre se transforma en guérilla et le RCR y participa peu. La compagnie C fut affectée à des tâches de sécurité au pont ferroviaire à la rivière d'Olifant. En mai 1900, le contrat d'un an des troupes de la Milice canadienne arriva à terme. Ainsi, tous les réservistes s'embarquèrent pour retourner au Canada, seules les troupes régulières demeurèrent en Afrique du Sud deux semaines de plus. La compagnie C fut de retour à Toronto le 5 novembre 1900.
En plus des soldats de la compagnie C, les QOR of C fournirent des renforts pour le Royal Canadian Regiment, pour le 1st Battalion Canadian Mounted Rifles ainsi que pour le contingent d'artillerie. Ils fournirent également 15 soldats pour rejoindre un bataillon formé afin de prendre la relève du 100th Leinster Regiment (Royal Canadians) (en) au devoir de garnison à Halifax en Nouvelle-Écosse.

### Développement du régiment dans les années 1900 et 1910

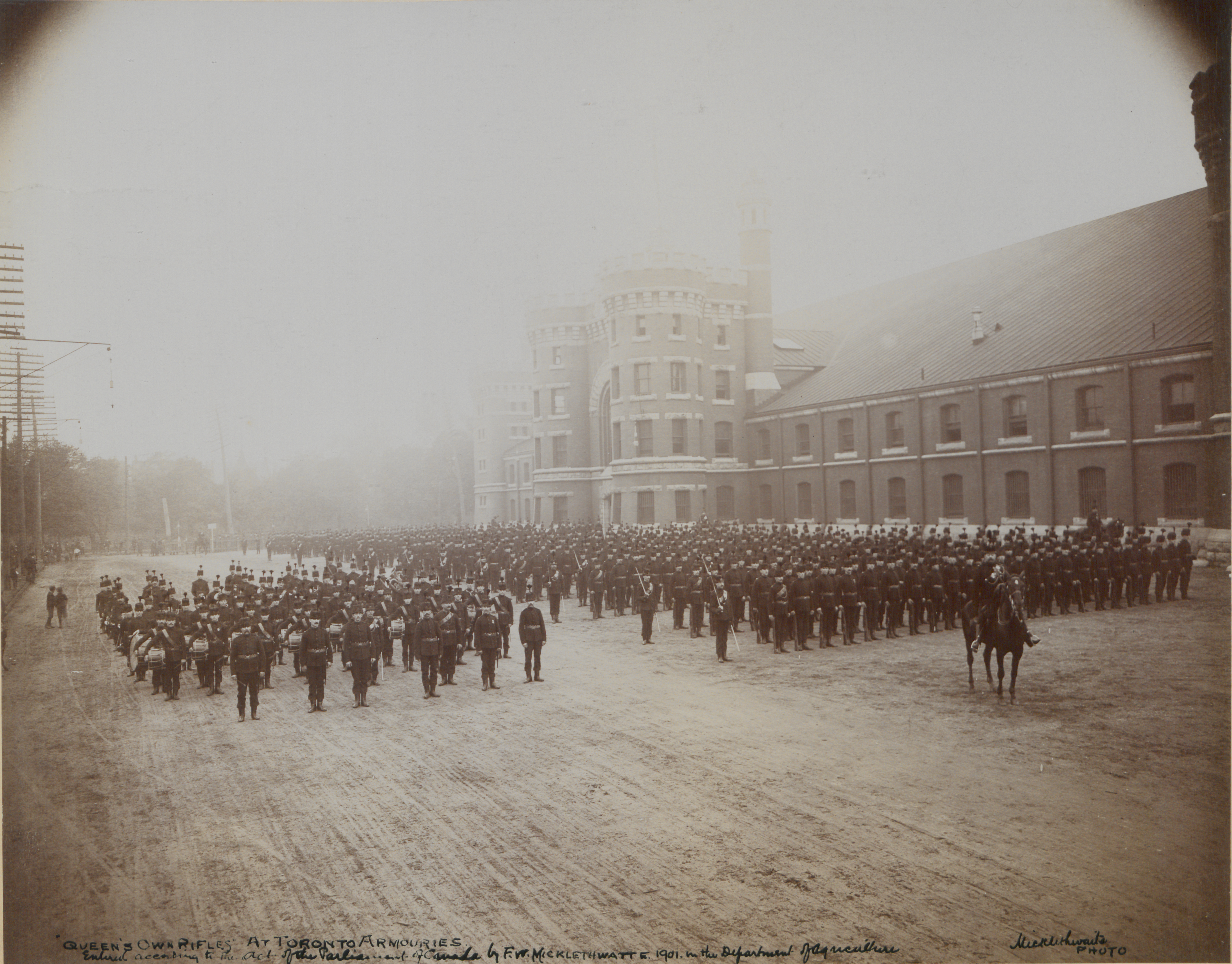
The Queen's Own Rifles of Canada devant leur manège militaire en 1901

Le 8 mai 1900, le bataillon devint un régiment et fut renommé en « 2nd Regiment "Queen's Own Rifles of Canada" ». Le roi Édouard VII envoya son altesse royale le duc de Cornwall et de York, le futur Georges V, et la duchesse, la future reine Marie, faire une tournée au Canada, en Australie et en Nouvelle-Zélande afin de reconnaître la bravoure de leurs soldats au cours de la Guerre d'Afrique du Sud. C'est ainsi que le duc et la duchesse se rendirent à Toronto le 11 octobre 1901. C'est là que se tint la plus grande parade de l'histoire de la Milice au Canada avec environ 11 000 soldats, dont 687 des QOR of C. Le duc remit en personne les médailles de campagne d'Afrique du Sud. Une particularité notable de cette parade est que la musique jouée durant l'inspection fut l'Ô Canada, qui était une nouvelle chanson à l'époque. Elle fut choisie pour rendre hommage au Québec puisqu'elle a été composée par un Canadien français. Au cours de cette visite royale, les QOR of C effectuèrent trois gardes d'honneur, une à l'arrivée du duc et de la duchesse, une deuxième à l'arrivée du gouverneur général et une dernière au départ du duc et de la duchesse. Le 2 février suivant, le régiment tint un service commémoratif pour la reine Victoria en l'église St. Andrew.
En 1902, un contingent représentant tous les régiments canadiens fut formé pour participer au couronnement du roi Édouard VII et de la reine Alexandra. Ce contingent fut placé sous le commandement du lieutenant-colonel H. M. Pellatt. Ce dernier insista pour que les troupes canadiennes soient précédées par une fanfare canadienne lors du défilé à Londres, mais le gouvernement n'avait pas prévu de budget à cet effet. Il finança donc lui-même l'envoi de la fanfare de clairons des QOR of C. Le contingent arriva en Angleterre le 7 juin et fut inspecté par son altesse royale le duc de Connaught le 18 juin, puis, le 24 juin, par le maréchal Lord Roberts. Cependant, pour des raisons de santé, le couronnement du roi fut remis au 9 août au lieu de 26 juin. Le 1er juillet, le contingent canadien fut inspecté par son altesse royale le prince de Galles, la reine Alexandra et la princesse de Galles. Cependant, il quitta l'Angleterre pour rentrer au pays le 3 juillet avant le couronnement du roi.
Le 1er mai 1906, par l'Ordre général no 72, le régiment fut réorganisé en deux bataillons faisant partie de la Milice active non permanente,. Le 17 août de la même année, le maréchal Lord Roberts devint le colonel honoraire des QOR of C, position qu'il occupa jusqu'à son décès le 18 novembre 1914. Le 12 septembre suivant, le régiment défila pour la première fois avec deux bataillons. À l'époque, le colonel Sir Henry Mill Pellatt commandait le régiment tandis que le lieutenant-colonel P. L. Mason commandait le 1er Bataillon et le lieutenant-colonel E. F. Gunther le 2e Bataillon. Lors de cette réorganisation, les deux bataillons avaient chacun huit compagnies portant des numéros au lieu de lettres jusqu'au 1er avril 1908 où elles réadoptèrent les lettres. Le même jour, un détachement de mitrailleuses de 25 soldats, appelé le « Maxim », et un corps de transmission furent créés au sein du régiment. De plus, le régiment comprenait alors également une section de pionniers et une section de brancardiers.
En 1908, dans le cadre du tricentenaire de la fondation de Québec, le régiment se rendit à Québec, avec un bataillon de dix compagnies, en tant que composante de la brigade de Toronto, pour participer aux cérémonies militaires dont un passage en revue par son altesse royale le prince de Galles. En 1910, le régiment célébra son 50e anniversaire. La même année, en août, il se rendit en Angleterre pour des entraînements au niveau divisionnaire avec la British Army. Il revint au Canada à la fin septembre. Le 6 novembre 1912, un corps de cadets portant l'insigne des QOR of C fut créé. Le 21 février 1914, par l'ordre de la Milice no 85, les QOR of C furent nommés, par le roi George V, régiment allié aux Buffs (Royal East Kent Regiment) (en) de la British Army, faisant ainsi suite à leur rapprochement lors de l'exercice de manœuvres de 1910.

### Première Guerre mondiale

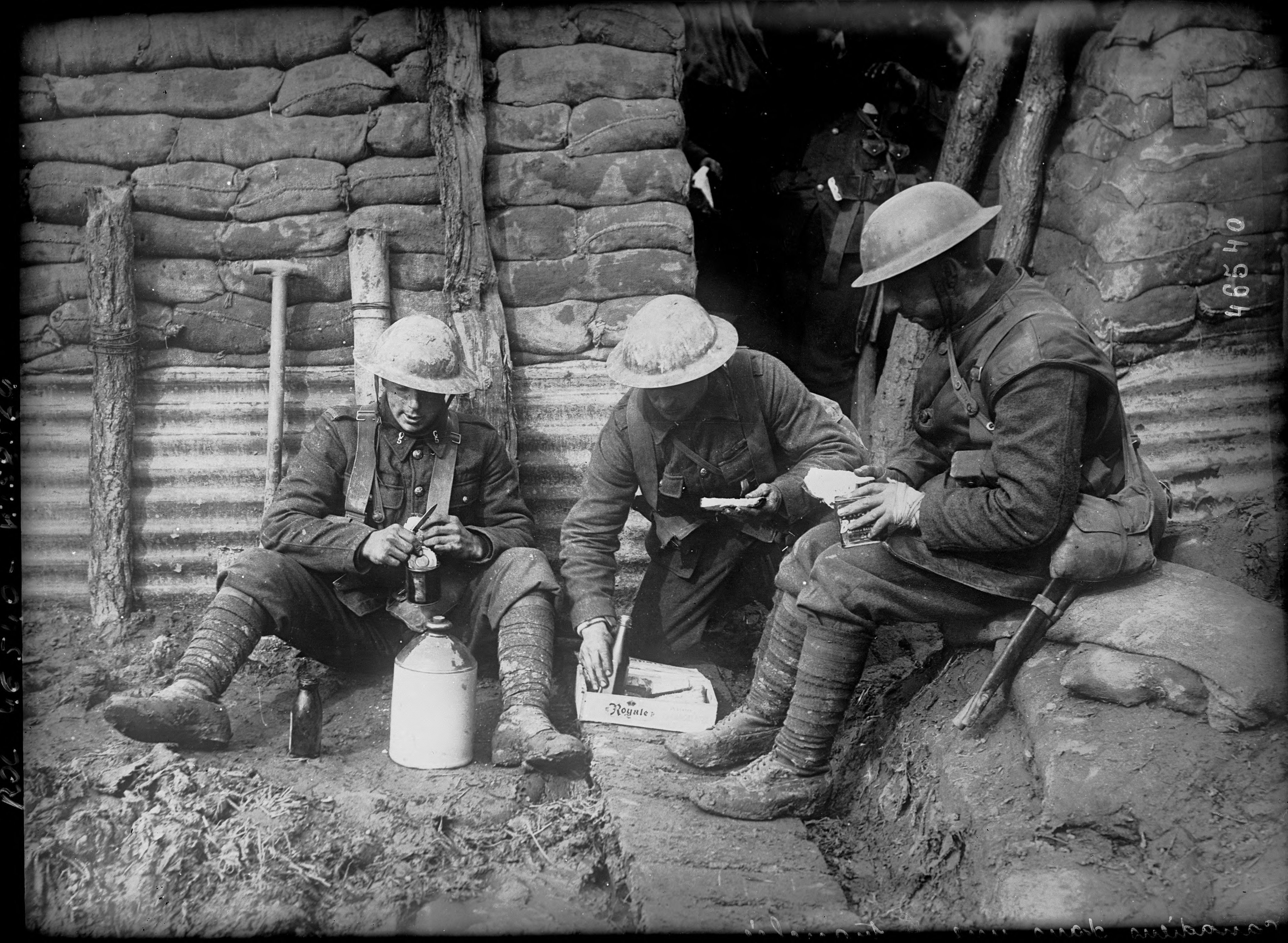
Soldats canadiens dans une tranchée en France en 1916

Dans le cadre de la Première Guerre mondiale, The Queen's Own Rifles of Canada ont déployé six bataillons outremer au sein du Corps expéditionnaire canadien (CEC). Cinq de ceux-ci servirent à renforcer d'autres bataillons une fois arrivés en Europe, seul le 3e Bataillon (Toronto Regiment), CEC combattit au front en tant qu'unité. En plus du personnel de ces six bataillons, les QOR of C ont fourni des volontaires pour servir au sein d'autres bataillons du CEC, même que, pour certains de ceux-ci, ils ont fourni davantage de soldats que les régiments qui perpétuent ces bataillons de nos jours.
| Bataillon           | Officiers | Membres du rang |
| ------------------- | --------- | --------------- |
| 19e Bataillon, CEC  | 7         | 251             |
| 35e Bataillon, CEC  | 15        | 422             |
| 58e Bataillon, CEC  | 3         | 210             |
| 74e Bataillon, CEC  | 8         | 365             |
| 81e Bataillon, CEC  | 6         | 295             |
| 123e Bataillon, CEC | 2         | 227             |
| 216e Bataillon, CEC | 3         | 49              |
| Autres bataillons   | 938       | 938             |

En tout, ce sont 1 254 membres du régiment qui furent tués au combat au cours de la Première Guerre mondiale. Six militaires qui ont servi avec The Queen's Own Rifles of Canada ont été décorés de la croix de Victoria, la plus haute récompense des forces du Commonwealth, pour leurs actions au cours de la Première Guerre mondiale.

### Entre-deux-guerres
À la suite de la fin de la Première Guerre mondiale, il y avait des désaccords quant à la succession du 3e Bataillon, CEC. Certains voulaient qu'ils soient intégré et perpétué par les QOR of C tandis que d'autres voulaient plutôt qu'il demeure comme une unité distincte sous le nom de « Toronto Regiment » (« Régiment Toronto ») allant même jusqu'à demander que cela soit les QOR of C qui soient intégrés dans cette nouvelle unité. Le 1er mai 1920, le débat fut réglé par la promulgation de l'ordre général no 66 qui réorganisa la Milice canadienne. Celui-ci laissa le régiment des QOR of C comme avant la guerre, mais le renomma en son nom actuel, « The Queen's Own Rifles of Canada », abandonnant ainsi la mention du « 2d Regiment » (« 2e Régiment ») dans son nom. L'ordre créa aussi une nouvelle unité, appelée « Toronto Regiment », qui fut autorisée à perpétuer le 3e Bataillon, CEC,.
Lors de cette réorganisation du 1er mai 1920, les QOR of C, sous le commandement temporaire du lieutenant-colonel Royce, furent organisés en un régiment de quatre bataillons : le « 1st Battalion (83rd Battalion, CEF) » et le « 2nd Battalion (95th Battalion, CEF) » au sein de l'ordre de bataille de la Milice active non permanente ainsi que le « 3rd Battalion (166th Battalion, CEF) » et le « 4th Battalion (255th Battalion, CEF) » au sein de l'ordre de bataille de la Réserve. Le 1er Bataillon était alors commandé par le lieutenant-colonel A. J. E. Kirkpatrick ayant servi avec le 3e Bataillon, CEC tandis que le 2e Bataillon était commandé par le lieutenant-colonel W. C. Mitchell ayant servi avec le 18e Bataillon, CEC. En 1922, le brigadier-général J. A. Gunn devint le commandant du régiment tandis que le major-général Sir W. D. Otter demeura en tant que colonel honoraire.
Le 15 juin 1926, le 4e bataillon devint le « 5e Bataillon (255th Battalion, CEF) » et un nouveau 4e bataillon, nommé « 4e Bataillon (198th Battalion, CEF) », fut créé et faisait partie de l'ordre de bataille de la Réserve. Du 22 juin au 1er juillet, les Buffs (en), envoyèrent un détachement pour rendre visite aux QOR of C à l'occasion du 50e anniversaire de service de Sir Henry Pellatt. Le 1er décembre de la même année, un 6e bataillon fut créé et les bataillons existants du régiment furent renommés ainsi : « 1er Bataillon (3rd Battalion, CEF) », « 2e Bataillon (83rd Battalion, CEF) », « 3e Bataillon (95th Battalion, CEF) », « 4e Bataillon (166th Battalion, CEF) » et « 5e Bataillon (198th Battalion, CEF) ». Le nouveau bataillon fut nommé « 6e Bataillon (255th Battalion, CEF) » et faisait partie de l'ordre de bataille de la Réserve,.
Le 27 juillet 1928, Sa Majesté la reine Mary accepta de devenir colonel en chef des Queen's Own Rifles of Canada, le seul régiment au Canada à avoir cet honneur. Du 10 octobre au 11 novembre 1935, c'est au tour des QOR of C d'envoyer un détachement rendre visite aux Buffs en Angleterre à l'occasion du 75e anniversaire du régiment. Le 14 décembre 1936, dans le cadre d'une réorganisation de la Milice canadienne visant à réduire le nombre de bataillons, les 1er et 2e Bataillons des Queen's Own Rifles fusionnèrent et les bataillons de l'ordre de bataille de la Réserve furent dissous. Ainsi, The Queen's Own Rifles of Canada redevinrent un régiment à un seul bataillon. Le 22 mai 1939, Sa Majesté le roi George VI et la reine Elizabeth visitèrent Toronto et les QOR of C formèrent la garde d'honneur au moment de leur départ.

### Seconde Guerre mondiale

Insigne distinctif de la 7e Division d'infanterie canadienne

Le Canada déclara la guerre à l'Allemagne le 10 septembre 1939. Le pays forma alors deux divisions pour le service outre-mer, mais les Queen's Own Rifles of Canada n'en faisaient pas partie. Ceux-ci reçurent leur ordre de mobilisation le 5 juin 1940. Plus tard, l'ordre général no 50 avança la date de mobilisation au 24 mai 1940. L'unité mise en service actif fut nommée « The Queen's Own Rifles of Canada, CASF » et le lieutenant-colonel H. C. MacKendrick, qui avait servi lors de la Première Guerre mondiale, fut nommé commandant de cette unité. Le 10 juin, le Canada entra en guerre contre l'Italie. Le même jour, le lieutenant-colonel MacKendrick envoya un télégramme à la reine Mary, colonel en chef du régiment, pour lui annoncer que son régiment était mobilisé au sein de la 3e Division canadienne. Le régiment recruta jusqu'au 24 juin pour atteindre un effectif de 900 hommes. Le 29 juin, le bataillon se rendit au camp Borden en Ontario pour s'entraîner.
Le 10 juillet 1940, le 2e Bataillon des QOR of C fut formé sous le commandement du lieutenant-colonel Baptist Johnson en tant que bataillon de réserve. Ainsi, le bataillon en service actif devint le 1er Bataillon des QOR of C. Le 12 mai 1942, le régiment mobilisa le 3rd Battalion, The Queen's Own Rifles of Canada, CASF pour le service actif. Celui-ci servit pour la défense territoriale du Canada en tant que composante de la 20e Brigade d'infanterie canadienne de la 7e Division d'infanterie canadienne (en). Il fut dissous le 15 août 1943. Le 1er juin 1945, le régiment mobilisa le 4th Battalion, The Queen's Own Rifles of Canada, CIC, CAOF pour le service actif. Celui-ci servit avec la Force d'occupation de l'Armée canadienne en Allemagne. Le 4th Battalion, The Queen's Own Rifles of Canada, CIC, CAOF fut dissous le 14 mai 1946.
En tout, ce sont 449 membres du régiment qui furent tués au cours de la Seconde Guerre mondiale,. Le sergent Aubrey Cosens des Queen's Own Rifles of Canada a été décoré de la croix de Victoria pour ses actions au cours de la Seconde Guerre mondiale.

#### 1erBataillon
À la fin juillet, le 1er Bataillon reçut l'ordre qu'il sera envoyé à Terre-Neuve et il envoya son avant-garde le 4 août suivant. Le reste du bataillon prit le train, le 6 août, de Toronto à Montréal où il embarqua à bord du Duchess of Richmond le lendemain pour se rendre à Terre-Neuve Il arriva le 10 août et fut dépêche, en train, vers Gander où le lieutenant-colonel MacKendrick prit le commandement de la part du Black Watch. Le rôle du bataillon à Terre-Neuve était d'assurer la sécurité intérieure, d'appuyer la Milice terre-neuvienne et de protéger l'aéroport contre le sabotage ainsi que de surveiller d'autres endroits stratégiques. De plus, l'unité continua à s'entraîner. Le bataillon commença à retourner au Canada le 26 novembre 1940 et le dernier contingent arriva à Halifax en Nouvelle-Écosse le 19 décembre. Le régiment fut stationné au camp Sussex au Nouveau-Brunswick où il poursuivit son entraînement.

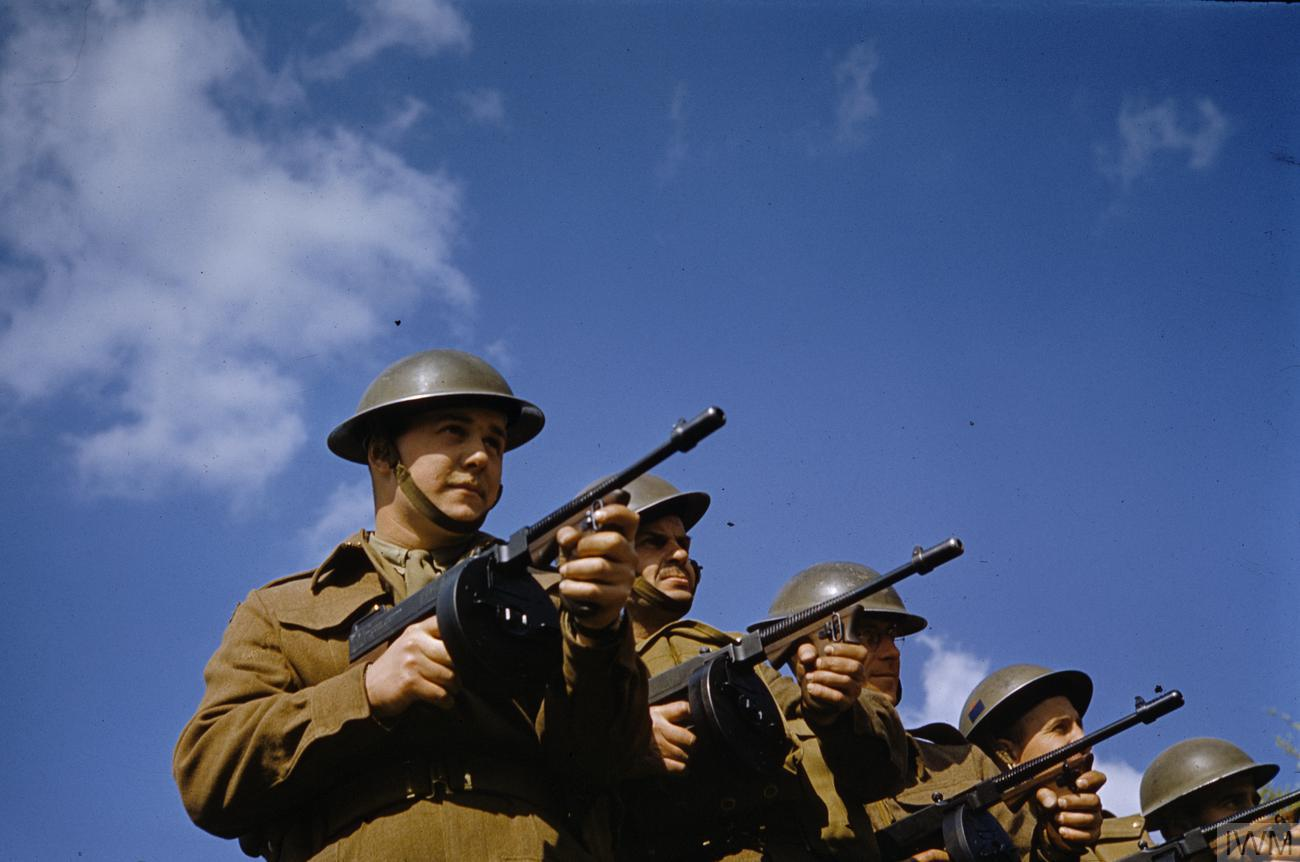
Soldats canadiens en Angleterre en 1942

Le 3 juillet 1940, le 1er Bataillon reçut l'ordre d'avertissement de partir pour l'Angleterre. Le 24 juin, il fut inspecté par le gouverneur général accompagné de Son Altesse Royale la princesse Alice. Le 19 juillet, il prit le train pour se rendre à Halifax. Le 21 juillet,il embarqua à bord du H.M.T. Strathmore avec un effectif de 41 officiers, 50 sous-officiers et 794 caporaux et fusiliers. Il arriva à Gourock en Écosse huit jours plus tard et se rendit aussitôt à Aldershot en Angleterre pour s'entraîner. Le 9 août, le commandant du régiment, le lieutenant-colonel MacKendrick, ainsi que le major W. T. Barnard dînent avec la reine Mary. Le 10 septembre 1941, la reine Mary inspecta, pour la première fois, son bataillon. Le 29 novembre, le bataillon fut transféré à Pippingford Park. Le 1er décembre, la fanfare des QOR of C se rendit à Londres et diffusa sur le réseau de la BBC.
En 1942, le rôle du Corps canadien était de servir de force pour contrer une invasion sur la côte dans la région de Sussex en Angleterre tout en continuant son entraînement. Le 19 avril 1942, le bataillon des QOR of C fut transféré à Eastbourne, puis, le 9 août, à Hassocks. C'est là que le bataillon subit sa première perte, le caporal Marshall, mort d'un accident de la route. Le 18 octobre, le bataillon fut de nouveau transféré, cette fois à Wykehurst Park. En 1943, l'entraînement changea de nature et mit davantage l'accent sur l'invasion. Il participa à des exercices au niveau d'armées avec la British Army. Le 19 mars, le bataillon fut, encore une fois, transféré, cette fois à Shoreham. Le 27 mars, le bataillon reçut la visite de l'archevêque anglican Derwyn Owen (en) de Toronto qui a servi avec les QOR of C. D'ailleurs, son fils, le lieutenant David Owen, servait alors au sein du 1er Bataillon. Plusieurs hommes moururent d'accidents durant l'entraînement qui suivit. Le 27 octobre, il fut stationné à Bournemouth. Le 3 mars 1944, le bataillon reçut la visite d'un détachement des Buffs (en). Les QOR of C leur rendirent la politesse en envoyant un détachement leur rendre visite à Cantorbéry le 17 mars. Durant ce temps, le bataillon avait été transféré à Horndean, puis, le 2 avril, au camp Chilworth. Les troupes s'entraînèrent en vue du débarquement du Jour J, bien qu'elles l'eussent ignoré, seul le commandant du bataillon étant alors au courant. Le 25 avril, le roi George VI inspecta les QOR of C.

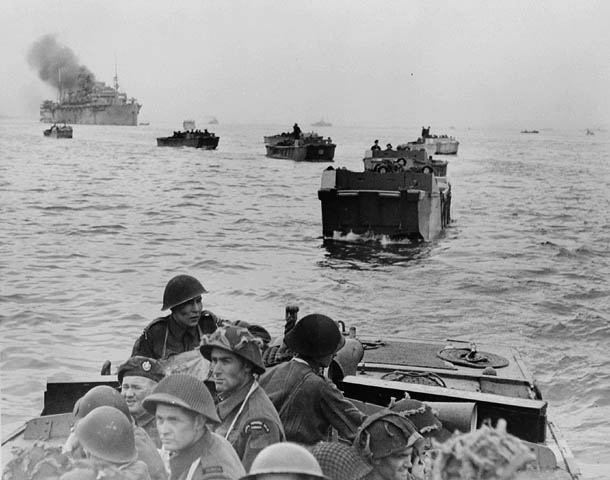
Fantassins canadiens à bord de bateaux d'assaut lors du débarquement en Normandie

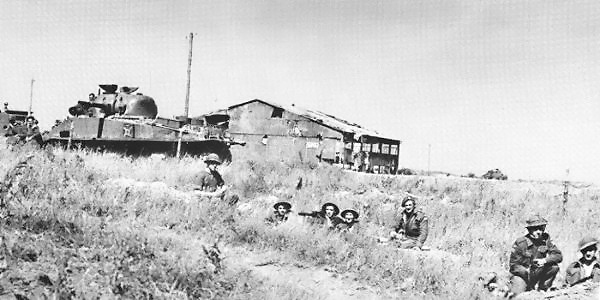
Des soldats des Queen's Own Rifles of Canada près de Carpiquet en France le 6 juin 1944

Le 5 juin 1944, le 1er Bataillon des QOR of C embarquait sur des navires pour prendre part le lendemain matin au débarquement en Normandie dans le cadre de l'opération Overlord. Seul régiment de Toronto à y participer, il avait pour objectif Bernières-sur-Mer. Il participa à cette opération sous le commandement du lieutenant-colonel J. G. Spragge en tant que composante de la 8e Brigade d'infanterie canadienne de la 3e Division d'infanterie canadienne. Les pertes furent nombreuses pour les QOR of C. En fait, avec 56 morts au combat, il s'agit de l'unité canadienne qui a perdu le plus d'hommes lors de cette opération. Le 10 juin, le bataillon fut placé sous le commandement de la 2e Brigade blindée canadienne. Le lendemain, il participa à l'assaut sur Le Mesnil-Patry. L'attaque ne fut pas un succès mais réussit tout de même à désorganiser l'ennemi. Le bataillon perdit un officier et 53 soldats tués au combat lors de cette opération. Il ne fut plus impliqué activement au combat jusqu'au 2 juillet.

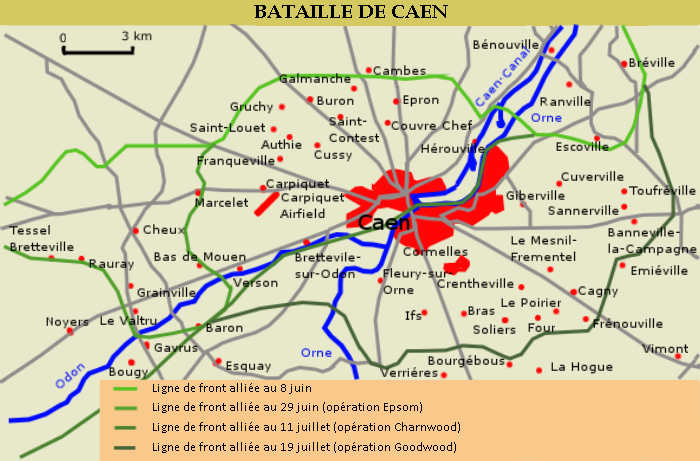
Carte représentant la bataille de Caen

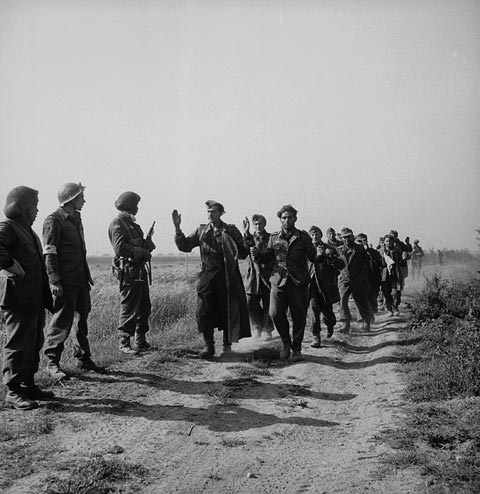
Membres de la Luftwaffe faits prisonniers par la 8e Brigade d'infanterie canadienne durant une attaque contre une usine à Ranville en France le 18 juillet 1944

Le 4 juillet 1944, le bataillon participa à l'opération Windsor, une offensive canadienne lors de la bataille de Caen. À partir de là et jusqu'au 8 juillet, il occupa un saillant et fut victime de nombreux bombardements jusqu'à ce que l'ennemi soit repoussé par un assaut de bombardiers et que Caen soit capturée. Au cours de cette période du 3 au 9 juillet, le bataillon perdit deux officiers et 17 soldats morts au combat. Dans les jours qui suivirent, le bataillon effectua des patrouilles jusqu'à ce qu'il soit relevé par Les Fusiliers du Mont-Royal le 12 juillet. Le 18 juillet, le bataillon des QOR of C participa à l'opération Atlantic, l'offensive canadienne dans le cadre de l'opération Goodwood, avec pour mission de capturer le village de Giberville. Le village fut capturé, mais le bataillon eut trois officiers et 13 soldats tués au combat. Environ 200 ennemis morts furent retrouvés dans la région et 600 prisonniers furent capturés. Le bataillon occupa le village jusqu'au 21 juillet lorsqu'il fut transféré à Grentheville. Dans un rôle statique jusqu'au 25 juillet, le bataillon perdit un officier mort au combat. Le bataillon quitta Grentheville le 26 juillet pour occuper, le lendemain, une position sur la crête de Bourguébus où le bataillon perdit un fusilier mort au combat. Le bataillon fut relevé le 31 juillet par The Lincoln and Welland Regiment et retourna à Fontaine-Henry pour une période de repos, la première nuit du bataillon en 56 jours sans incident. Le bataillon retourna à la ligne de front le 8 août pour participer à l'opération Totalize, l'offensive finale de la bataille de Normandie jusqu'au 11 août. Au cours de cette opération, 16 soldats furent tués. Le 13 août, le bataillon fut envoyé à Le Mesnil-Robert pour prendre part à l'opération Tractable le lendemain avec pour objectif Maizières qu'il atteignit sans problème majeur. Le 17 août, il se rendit à Damblainville, puis, le 19 août, à Grand-Mesnil où il effectua des assauts et des patrouilles jusqu'au 22 août.

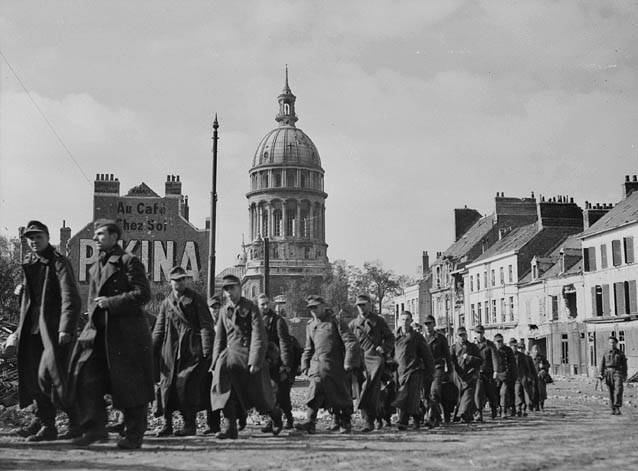
Prisonniers allemands marchant à Boulogne peu après sa capture

À partir de 23 août 1944, le bataillon prit part à l'opération Tallulah, une poursuite de l'ennemi en retraite. Le 25 août, le lieutenant-colonel Spragge fut nommé commandant de la 7e Brigade d'infanterie canadienne et le major S. M. Lett devint commandant du bataillon des QOR of C. Le même jour, le bataillon atteignit une position tout juste au sud de Brionne où il fut accueilli par une foule de civils. Après quelques attaques, la bataillon traversa la Seine le 30 août à Elbeuf et se rendit jusqu'à Neufchâtel. Le 1er septembre, il atteignit Méneslies en débusquant des ennemis en route. Le 4 septembre, il traversa la Somme à Abbeville et se rendit jusqu'à Montreuil-sur-Mer. Le lendemain, il atteignit un petit village à l'est de Boulogne où il effectua des patrouilles en préparation d'un assaut sur Boulogne, qui était défendue par une garnison fortifiée d'environ 10 000 hommes, pour prendre le contrôle du port. Le 16 septembre, les Allemands permirent aux civils de quitter la ville et 8 000 d'entre eux furent pris en charge par les détachements des Affaires civiles canadiennes. L'assaut fut connu sous le nom d'opération Wellhit au cours de laquelle le bataillon des QOR of C, avec Le Régiment de la Chaudière, reçut pour objectif la moitié nord de Boulogne. L'offensive commença le 17 septembre. L'opération dura jusqu'au 22 septembre lorsque la ville tomba totalement sous le contrôle canadien. Les deux brigades canadiennes ont fait un total de plus de 8 600 prisonniers. Le bataillon des QOR of C subit deux officiers et 16 soldats tués au combat en plus de nombreux blessés. Dès le soir du même jour, des éléments furent dépêchés en reconnaissance autour de Wissant près de Calais. Le lendemain, le bataillon se rendit occuper des positions défensives au mont Couple à Hervelinghen à partir d'où il envoya des éléments de reconnaissance à Escalles qu'il devait capturer, mais l'ennemi s'était déjà retiré.
Le 27 septembre 1944, le bataillon fut envoyé à Mesnil et placé sous le commandement direct de la 3e Division canadienne pour prendre part à l'opération Undergo, c'est-à-dire la capture de Calais. Le 29 septembre, il se rendit à une position avancée à Marck, une banlieue de Calais. Les négociations pour la reddition des Allemands ont échoué, mais un cessez-le-feu de 24 heures a tout de même été conclu pour permettre aux civils de quitter la ville. Le lendemain, après un bombardement aérien, l'assaut commença et fit aussitôt 900 prisonniers. Le lendemain matin, le bataillon se rendit dans le quartier du Courgain et poursuivit son avance vers le centre de Calais avant d'apprendre que le commandant allemand s'est rendu. En tout, 7 000 prisonniers furent capturés à Calais et l'ensemble du Pas-de-Calais fut libéré, y compris tous les ports de la Manche.
Le 1er Bataillon combattit dans le Nord-Ouest de l'Europe jusqu'à la fin du conflit. Il fut dissous le 30 novembre 1945.

### Histoire récente (depuis 1951)
Le 4 mai 1951, The Queen's Own Rifles of Canada mobilisèrent deux compagnies temporaires pour le service actif, les compagnies E et F. La compagnie F servait surtout pour fournir des renforts à la compagnie E. Le 12 novembre de la même année, le personnel de la compagnie E fut transféré au 1st Canadian Rifle Battalion qui servit en Allemagne avec l'OTAN. Le 15 mai 1952, le personnel de la compagnie F fut transféré au 2nd Canadian Rifle Battalion qui servit en Corée avec l'ONU. Les deux compagnies furent dissoutes le 29 juillet 1953,.
Le 16 octobre 1953, The Queen's Own Rifles of Canada fusionnèrent avec deux bataillons de la Force régulière : le 1st et le 2nd Canadian Rifle Battalion. Le 1st Canadian Rifle Battalion avait été créé à Valcartier au Québec le 4 mai 1951 tandis que le 2nd Canadian Rifle Battalion avait été créé le 10 avril 1952 également à Valcartier. Ils devinrent respectivement le 1er et le 2e bataillon, The Queen's Own Rifles of Canada tandis que le bataillon de réserve à Toronto devint le 3e bataillon,. En 1954, le 2e bataillon fut déployé en Corée dans le cadre de la guerre de Corée. Quatre membres du régiment perdirent la vie au cours de la Guerre de Corée, trois furent tués accidentellement et un fut noyé. En 1955, il fut déployé en Allemagne dans le cadre de la contribution canadienne à la mission de l'OTAN. De 1960 à 1963, il fut relevé par le 1er bataillon.
De 1963 à 1968, le régiment comprenait deux bataillons réguliers situés dans l'Ouest canadien, un bataillon de réserve à Toronto et un dépôt régimentaire à Calgary. Le 2e bataillon a été réduit à un effectif nul et transféré à l'ordre de bataille supplémentaire le 15 septembre 1968. Le dépôt régimentaire fut fermé le 7 décembre de la même année. Le 1er bataillon fut, à son tour, réduit à un effectif nul et transféré à l'ordre de bataille supplémentaire le 27 avril 1970. Son personnel reçut un nouvel insigne de régiment pour devenir le 3e bataillon du Princess Patricia's Canadian Light Infantry,. Le même jour, le bataillon de la réserve à Toronto perdit sa désignation de bataillon pour redevenir simplement « The Queen's Own Rifles of Canada » qui est la seule unité faisant dorénavant partie du régiment,.
De 1982 à 1995, The Queen's Own Rifles of Canada avait pour tâche de fournir la majorité des membres d'une compagnie du Régiment aéroporté canadien. De nos jours, ils sont la seule unité de la Première réserve à avoir pour spécialité le parachutisme. Les membres du régiment participent aux opérations des Forces armées canadiennes en envoyant des soldats en renfort aux unités régulières déployées. Ainsi, ceux-ci prirent part à la Force de stabilisation de l'OTAN en Bosnie-Herzégovine ainsi qu'à la Force internationale d'assistance et de sécurité de l'OTAN en Afghanistan. De plus, l'unité est parfois mobilisée pour venir appuyer les autorités civiles en cas de catastrophes naturelles. Ce fut le cas notamment lors de la crise du verglas dans l'Est de l'Ontario de janvier 1998.

## Liste des commandants
| Nom                                      | Dates                                                         |
| ---------------------------------------- | ------------------------------------------------------------- |
| Lieutenant-colonel W. S. Durie           | 26 avril 1860 au 15 novembre 1865                             |
| Lieutenant-colonel C. T. Gillmor         | 15 novembre 1865 au 28 mai 1875                               |
| Général Sir William Dillon Otter         | 28 mai 1875 au 21 décembre 1883                               |
| Lieutenant-colonel A. A. Miller          | 21 décembre 1883 au 4 février 1887                            |
| Lieutenant-colonel D. H. Allen           | 4 février 1887 au 30 août 1889                                |
| Lieutenant-colonel R. B. Hamilton        | 30 août 1889 au 26 mars 1896                                  |
| Lieutenant-colonel J. M. Delamere        | 26 mars 1896 au 26 mars 1901                                  |
| Major-général Sir Henry Mill Pellatt     | 26 mars 1901 au 20 février 1912                               |
| Major-général M. S. Mercer               | 20 février 1912 au 2 juin 1916                                |
| Major-général R. Rennie                  | 2 juin 1916 au 18 mars 1920                                   |
| Colonel G. C. Royce                      | 18 mars 1920 au 12 mars 1921                                  |
| Major-général J. A. Gunn                 | 12 mars 1921 au 9 avril 1922                                  |
| Colonel A. J. E. Kirkpatrick             | 9 avril 1922 au 8 avril 1925                                  |
| Colonel Reginald Pellat                  | 8 avril 1925 au 8 avril 1930                                  |
| Colonel J. W. Langmuir                   | 9 avril 1930 au 14 avril 1935                                 |
| Major-général R. B. Gibson               | 14 avril 1935 au 15 avril 1937                                |
| Lieutenant-colonel P.R. Hampton          | 15 avril 1937 au 13 avril 1939                                |
| Lieutenant-colonel I. M. Mcdonell        | 14 avril 1939 au 1er juin 1940                                |
| Lieutenant-colonel B. L. Johnston        | 10 juillet 1940 au 9 mai 1945 (2e bataillon (réserve))        |
| Lieutenant-colonel H. G. Barnum          | 10 mai 1945 au 21 novembre 1945 (2e bataillon (réserve))      |
| Lieutenant-colonel F. G. Rolph           | 22 novembre 1945 au 30 novembre 1945 (2e bataillon (réserve)) |
| Lieutenant-colonel F. G. Rolph           | 1er décembre 1945 au 14 mai 1946                              |
| Colonel J. W. McClain                    | 15 mai 1946 au 18 mai 1947                                    |
| Lieutenant-colonel W. T. Barnard         | 19 mai 1947 au 16 mai 1951                                    |
| Lieutenant-colonel H. E. Dalton          | 17 mai 1951 au 29 octobre 1952                                |
| Colonel J. N. Gordon                     | 30 octobre 1952 au 1er mai 1954                               |
| Lieutenant-colonel J. I. Mills           | 2 mai 1954 au 24 octobre 1956                                 |
| Lieutenant-colonel R. L. Bickford        | 25 octobre 1956 au 7 juin 1960                                |
| Lieutenant-colonel M. G. McIver          | 8 juin 1960 au 14 mai 1963                                    |
| Lieutenant-colonel M. I. Jackson         | 15 mai 1963 au 2 novembre 1965                                |
| Lieutenant-colonel C. L. Jones           | 3 novembre 1965 au 10 octobre 1967                            |
| Lieutenant-colonel Frank P. J. Mulrooney | 11 octobre 1967 au 8 octobre 1969                             |
| Lieutenant-colonel John G. B. Strathy    | 9 octobre 1969 au 16 février 1972                             |
| Lieutenant-colonel Donald A. Pryer       | 17 février 1972 au 7 juin 1975                                |
| Lieutenant-colonel John J. J. Power      | 8 juin 1975 au 23 avril 1978                                  |
| Lieutenant-colonel William S. Wilson     | 24 avril 1978 au 12 janvier 1981                              |
| Lieutenant-colonel William J. Barnard    | 13 janvier 1981 au 29 avril 1984                              |
| Lieutenant-colonel B. G. Baskerville     | 30 avril 1984 au 27 septembre 1987                            |
| Lieutenant-colonel C. E. Rayment         | 28 septembre 1987 au 29 avril 1990                            |
| Lieutenant-colonel Robert A. Campbell    | 29 avril 1990 au 19 décembre 1992                             |
| Lieutenant-colonel Steve D. Brand        | 19 décembre 1992 au 17 septembre 1995                         |
| Lieutenant-colonel Anthony R. Welsh      | 17 septembre 1995 au 30 septembre 1998                        |
| Lieutenant-colonel Bruce G. McEachern    | 30 septembre 1998 au 10 juin 2001                             |
| Lieutenant-colonel John M. Fortheringham | 10 juin 2001 au 26 septembre 2004                             |
| Lieutenant-colonel Martin J. Delaney     | 26 septembre 2004 à juin 2008                                 |
| Lieutenant-colonel Robert A. Zeidler     | Juin 2008 à décembre 2008                                     |
| Lieutenant-colonel John M. Fortheringham | Décembre 2008 au 24 septembre 2011                            |
| Lieutenant-colonel Peter M. R. St. Denis | 24 septembre 2001 au 14 septembre 2014                        |
| Lieutenant-colonel Sandi Banerjee        | Depuis le 14 septembre 2014                                   |

| Nom                                             | Dates                           | Remarques                      |
| ----------------------------------------------- | ------------------------------- | ------------------------------ |
| Colonel H. C. MacKendrick                       | 24 mai 1940 au 15 avril 1942    | 1er bataillon en service actif |
| Brigadier-général J. G. Spragge                 | 16 avril 1942 au 24 août 1944   | 1er bataillon en service actif |
| Lieutenant-colonel R. H. Sankey                 | 21 mai 1942 au 15 août 1943     | 3e bataillon (CASF)            |
| Lieutenant-colonel J. N. Medhurst               | 8 juin 1945 au 25 décembre 1945 | 4e bataillon (CAOF)            |
| Lieutenant-colonel (par intérim) R. A. Gauthier | 26 décembre 1945 au 10 mai 1946 | 4e bataillon (CAOF)            |

| Nom                                  | Dates                               |
| 1er bataillon                        | 1er bataillon                       |
| ------------------------------------ | ----------------------------------- |
| Lieutenant-colonel J. M. Delamere    | 16 octobre 1953 au 9 septembre 1954 |
| Lieutenant-colonel C. P. McPherson   | 10 septembre 1954 au 4 août 1957    |
| Lieutenant-colonel C. H. Lithgow     | 3 octobre 1957 à août 1961          |
| Lieutenant-colonel H.C.F. Elliot     | Août 1961 au 22 janvier 1965        |
| Lieutenant-colonel C. de L. Kirby    | 22 janvier 1965 à janvier 1967      |
| Lieutenant-colonel H. C. Pitts       | Janvier 1967 au 1er avril 1969      |
| Lieutenant-colonel T. M. C. Marsaw   | 2 avril 1969 au 26 avril 1970       |
| 2e bataillon                         |                                     |
| Lieutenant-colonel W. H. V. Matthews | 16 octobre 1953 au 31 août 1956     |
| Lieutenant-colonel R. F. MacKay      | 1er septembre 1956 au 9 août 1959   |
| Lieutenant-colonel R. J. Wilkinson   | 10 août 1959 à avril 1961           |
| Lieutenant-colonel D. N. Osborne     | Juin 1961 à avril 1963              |
| Lieutenant-colonel E. D. Price       | Avril 1963 à septembre 1964         |
| Lieutenant-colonel S. F. Andrunyk    | Septembre 1964 à février 1966       |
| Lieutenant-colonel N. A. Robinson    | Mars 1966 à août 1968               |

## Perpétuations
En plus de leur propre histoire, The Queen's Own Rifles of Canada perpétuent l'histoire de six bataillons du Corps expéditionnaire canadien (CEC) de la Première Guerre mondiale : les 3e, 83e, 95e, 166e, 198e et 255e Bataillon, CEC,.

### 3eBataillon, CEC

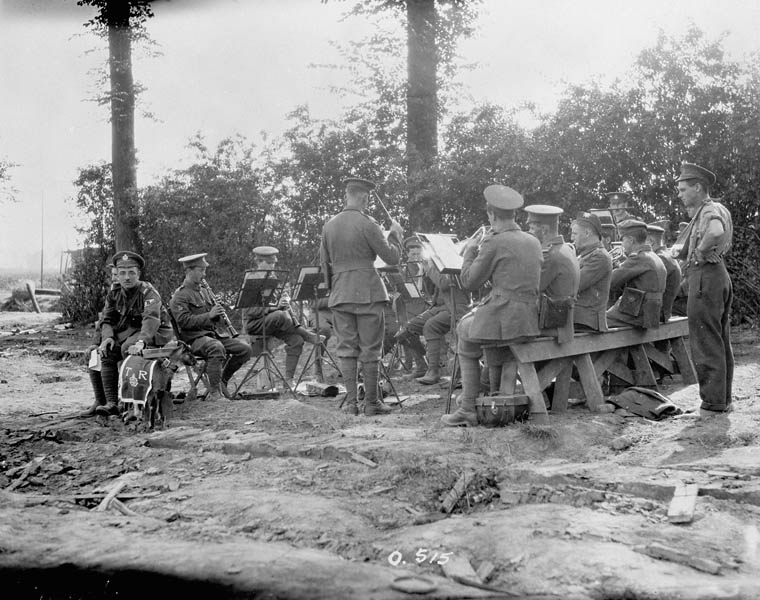
La fanfare du 3e Bataillon, CEC en août 1916

Le 3e Bataillon (Toronto Regiment), CEC a été autorisé à être mobilisé le 6 août 1914. Il portait l'inscription « III Toronto Regiment » sur son insigne d'unité. Il a mené son entraînement initial au camp Valcartier au Québec avant de s'embarquer pour la Grande-Bretagne le 3 octobre 1914 à Québec à bord du S.S. Tunisian et il arriva à Plymouth le 14 octobre. Il s'entraîna d'abord à la plaine de Salisbury en Angleterre d'octobre 1914 à février 1915. Il débarqua en France le 11 février 1915 où il combattit, ainsi qu'en Flandres, jusqu'à la fin du conflit en tant que composante de la 1re Brigade d'infanterie canadienne de la 1re Division canadienne. Son premier commandant fut le lieutenant-colonel Robert Rennie, CB, CMG, DSO, MWO jusqu'en novembre 1915. Lui succédèrent le lieutenant-colonel William D. Allen, DSO jusqu'en octobre 1916, puis le lieutenant-colonel J. Barlett Rogers, CMG, DSO, MC jusqu'en avril 1919. Il fut dissous le 15 septembre 1920. En tout, 63 officiers et 1 708 membres du rang des QOR of C ont servi avec le 3e Bataillon, CEC dont 23 officiers et 309 membres du rang qui moururent au combat.

### 83eBataillon (QOR), CEC

Le 83e Bataillon, CEC à Niagara-on-the-Lake en Ontario en 1915

Le Bataillon, CEC au camp Borden en Ontario en 1916

Le Bataillon, CEC devant l'édifice de l'Assemblée législative de l'Ontario le 20 mai 1917

Le 83e Bataillon (QOR), CEC a été autorisé le 4 août 1915 et portait l'inscription « 83 – Queen's Own Rifles of Canada – Overseas Battalion » sur son insigne. Il s'entraîna au camp Niagara en Ontario du 19 août 1915 au 30 octobre 1915, puis, aux casernes Riverdale de Toronto du 5 novembre 1915 au 25 avril 1916. Le 28 avril 1916, il s'embarqua à bord du S.S. Olympic à Halifax en Nouvelle-Écosse pour arriver à Liverpool en Grande-Bretagne le 6 mai avec un effectif de 35 officiers et 1 085 membres du rang, mais un contingent de 5 officiers et 250 membres du rang avait été envoyé plus tôt, le 25 septembre 1915. Il s'entraîna d'abord à West Sandling en Angleterre. Il servit à fournir des renforts aux troupes canadiennes au front, principalement le 3e Bataillon ainsi que les 4e et 5e CMR, jusqu'au 7 juillet 1916 lorsque son personnel restant fut transféré au 12e Bataillon de réserve, CEC. Son commandant était le lieutenant-colonel Reginald Pellatt des QOR of C. Il a été dissous le 21 mai 1917.

### 95eBataillon, CEC

Le 95e Bataillon, CEC devant l'hôtel de ville de Toronto le 25 mai 1916

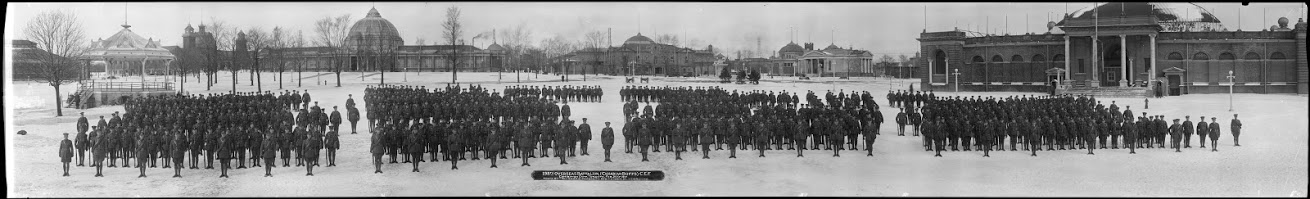
Le Bataillon, CEF au camp Exhibition à Toronto le 20 février 1917

Le 95e Bataillon, CEC a été autorisé le 26 octobre 1915 et portait l'inscription « 95 – Canada – Overseas – Numquam Dorminus » sur son insigne. Il effectua son entraînement initial au camp Exhibition de Toronto et s'embarqua pour la Grande-Bretagne à Halifax le 31 mai 1916 avant d'arriver à Liverpool le 8 juin avec un effectif de 36 officiers et 1 061 membres du rang. En Angleterre, il s'entraîna au camp Shorncliffe et servait à fournir des renforts aux troupes canadiennes au front, principalement les 1er, 3e et 75e Bataillon ainsi que le 4e CMR, jusqu'au 24 janvier 1917 lorsque son personnel restant fut transféré au 5e Bataillon de réserve, CEC. Son commandant était le lieutenant-colonel R. K. Barker des QOR of C. Il a été dissous le 17 juillet 1917.

### 166eBataillon (QOR), CEC
Le 166e Bataillon (QOR), CEC a été autorisé le 3 janvier 1916 et portait l'inscription « 166 – Queen's Own Rifles of Canada – Overseas Batallion » sur son insigne. Il effectua d'abord son entraînement initial au camp Exhibition de Toronto du 3 janvier 1916 au 1er juillet de la même année, puis, au camp Borden en Ontario du 1er juillet au 10 octobre 1916. La première moitié du bataillon embarqua à bord du S.S. Olympic à Halifax le 13 octobre 1916 et arriva à Liverpool le 19 octobre tandis que la seconde moitié embarqua à bord du S.S. Cameronian le 18 octobre et arriva le 28 octobre. L'effectif total au départ du Canada était de 32 officiers et 800 membres du rang. En Angleterre, le bataillon s'entraîna au camp Shorncliffe et servait à fournir des renforts aux troupes canadiennes au front, principalement les 3e, 38e, 75e et 124e Bataillon, jusqu'au 8 janvier 1917 lorsque son personnel restant fut transféré au 12e Bataillon de réserve, CEC. Son commandant était le lieutenant-colonel W. G. Mitchell des QOR of C. Il fut dissous le 16 septembre 1917.

### 198eBataillon, CEC
Le 198e Bataillon, CEC a été autorisé le 4 février 1916 et portait l'inscription « Canadian Buffs » sur sa badge. Il effectua son entraînement initial à Toronto du 4 février au 1er juillet 1916, puis, au camp Borden du 2 juillet jusqu'en octobre, avant de retourner à Toronto jusqu'au 23 février 1917. Il s'entraîna à Saint-Jean au Nouveau-Brunswick du 26 février au 24 mars 1917. Le lendemain, il s'embarqua à Halifax pour se rendre à Liverpool où il arriva le 8 avril avec un effectif de 31 officiers et 844 membres du rang. En Angleterre, il s'entraîna à Otterpool et servait à fournir des renforts aux troupes canadiennes au front, principalement les 3e, 19e, 20e et 75e Bataillon ainsi que le 2e CMR, jusqu'au 9 mars 1918 lorsque son personnel restant fut transféré au 3e Bataillon de réserve, CEC. Son commandant était le lieutenant-colonel J.A. Cooper des QOR of C. Il fut dissous le 29 novembre 1918.

### 255eBataillon (QOR), CEC
Le 255e Bataillon (QOR), CEC a été autorisé le 22 novembre 1916 et portait l'inscription « 255 – Queen's Own Rifles of Canada – Overseas Battalion » sur son insigne. Il effectua son entraînement initial au manège militaire de l'avenue University à Toronto. Il s'embarqua à bord du S.S. Olympic le 2 juin 1917 à Halifax pour arriver à Liverpool le 9 juin avec un effectif de 13 officiers et 284 membres du rang. En Angleterre, il s'entraîna d'abord à Otterpool et son personnel fut transféré au 12e Bataillon de réserve, CEC qui servait à fournir des renforts aux troupes canadiennes au front, principalement les 3e, 75e et 124e Bataillons. Son commandant était le lieutenant-colonel G. C. Royce des QOR of C. Il fut dissous le 1er septembre 1917.

## Honneurs et distinctions

### Honneurs de bataille
Les honneurs de bataille sont le droit donné par la Couronne au régiment d'apposer sur ses couleurs les noms des batailles ou des conflits dans lesquels il s'est illustré. The Queen's Own Rifles of Canada ont reçu un total de 44 honneurs de bataille dont 20 sont blasonnées sur leurs couleurs régimentaires,.
| Rébellion du Nord-Ouest        | Rébellion du Nord-Ouest           |
| ------------------------------ | --------------------------------- |
| Canada du Nord-Ouest, 1885 (*) |                                   |
| Guerre d'Afrique du Sud        |                                   |
| Afrique du Sud, 1899-1900 (*)  |                                   |
| Première Guerre mondiale       |                                   |
| Ypres, 1915, '17               | Gravenstafel                      |
| Saint-Julien (*)               | Festubert, 1915                   |
| Mont Sorrel (*)                | Somme, 1916 (*)                   |
| Pozières                       | Flers-Courcelette (*)             |
| Crête d'Ancre                  | Arras, 1917, '18                  |
| Vimy, 1917 (*)                 | Arleux                            |
| Scarpe, 1917, '18              | Côte 70 (*)                       |
| Passchendaele (*)              | Amiens                            |
| Drocourt-Quéant (en)           | Ligne Hindenburg                  |
| Canal du Nord (*)              | Poursuite vers Mons (*)           |
| France et Flandres, 1915-18    |                                   |
| Seconde Guerre mondiale        |                                   |
| Débarquement en Normandie (*)  | Le Mesnil-Patry (*)               |
| Caen (*)                       | Carpiquet                         |
| Crête de Bourguébus (*)        | Faubourg de Vaucelles             |
| Falaise (*)                    | Bois de Quesnay                   |
| La Laison                      | Boulogne, 1944 (*)                |
| Calais, 1944                   | L'Escaut (*)                      |
| Poche de Breskens              | La Rhénanie                       |
| Plaine du Waal                 | La Hochwald (*)                   |
| Le Rhin (*)                    | Emmerich-Hoch Elten               |
| Deventer                       | Nord-Ouest de l'Europe, 1944-1945 |
| Guerre d'Afghanistan           |                                   |
| Afghanistan                    |                                   |

### Récipiendaires de la croix de Victoria

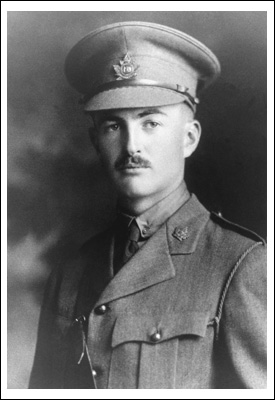
Le lieutenant Wallace Lloyd Algie, récipiendaire de la croix de Victoria pour ses actions au cours de la Première Guerre mondiale

La croix de Victoria est la plus haute récompense du Commonwealth. Sept récipiendaires sont issus des Queen's Own Rifles of Canada, six pour leurs actions au cours de la Première Guerre mondiale et un pour ses actions au cours de la Seconde Guerre mondiale,.
| Nom                                                                      | Date des faits d'arme | Unité                                    | Lieu                     |
| ------------------------------------------------------------------------ | --------------------- | ---------------------------------------- | ------------------------ |
| Lieutenant (plus tard capitaine) George Fraser Kerr                      | 27 septembre 1918     | 3e Bataillon (Toronto Regiment), CEC     | Bourlon (France)         |
| Caporal (plus tard sergent) Colin Fraser Barron                          | 6 novembre 1917       | 3e Bataillon (Toronto Regiment), CEC     | Passendale (Belgique)    |
| Lieutenant Wallace Lloyd Algie                                           | 11 octobre 1918 †     | 20e Bataillon d'infanterie canadien, CEC | Cambrai (France)         |
| Sous-lieutenant Edmund De Wind                                           | 21 mars 1918 †        | 15e Bataillon, Royal Irish Rifles        | Saint-Quentin (France)   |
| Capitaine (plus tard major) Thain Wendell MacDowell                      | 9 avril 1917          | 38e Bataillon d'infanterie canadien, CEC | Vimy (France)            |
| Lieutenant Charles Smith Rutherford                                      | 26 août 1918          | 5th Canadian Mounted Rifles (en)         | Monchy-le-Preux (France) |
| Sergent Aubrey Cosens                                                    | 26 février 1945 †     | The Queen's Own Rifles of Canada, CASF   | Uedem (Allemagne)        |
| † : indique que le soldat a été tué au combat à la date des faits d'arme |                       |                                          |                          |

## Traditions et patrimoine

Drapeau de camp des Queen's Own Rifles of Canada

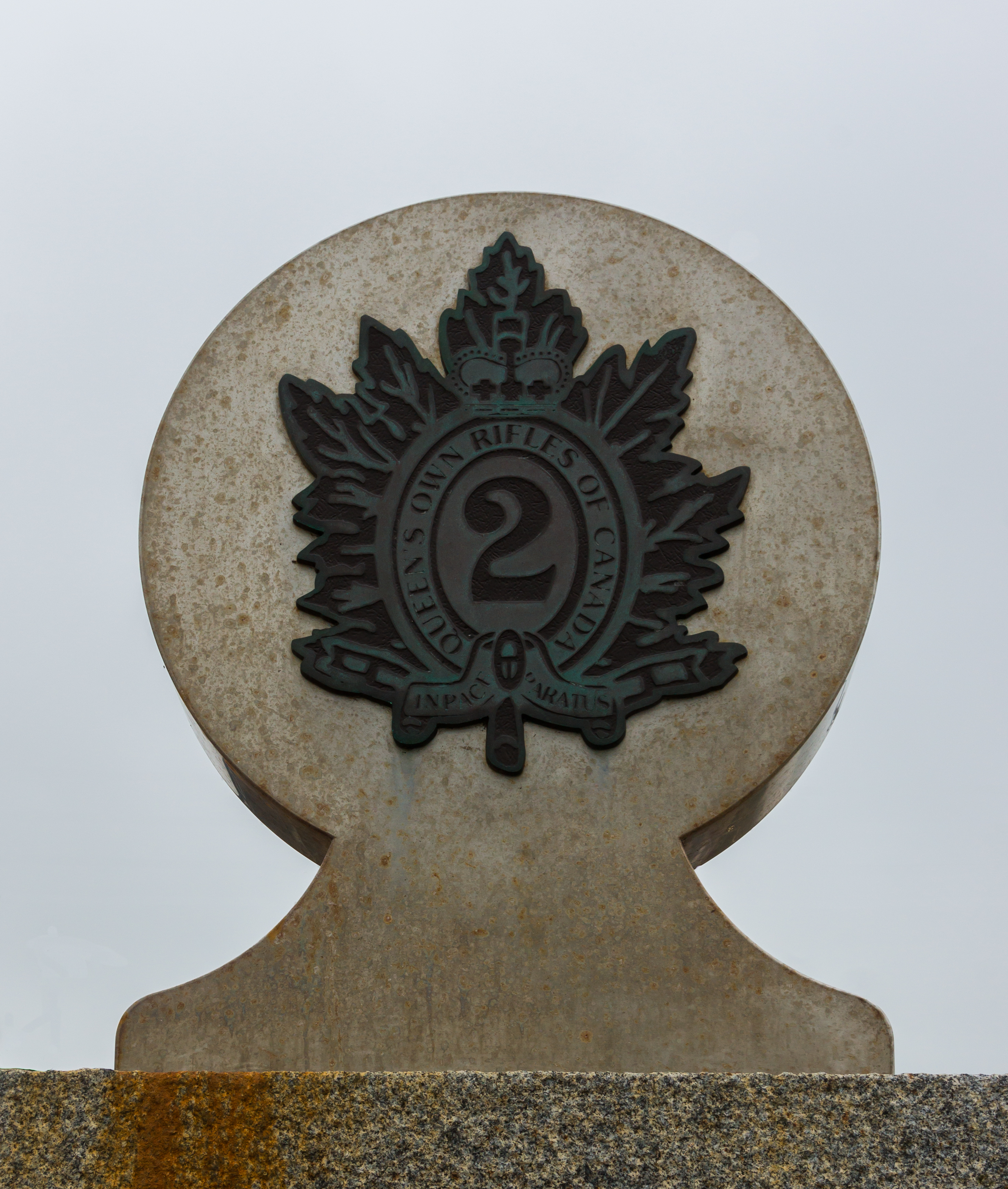
Détail d'un monument portant l'insigne des Queen's Own Rifles of Canada commémorant le débarquement de Juno Beach dans le département de Calvados en France

Les traditions et les symboles des Queen's Own Rifles of Canada sont les éléments essentiels à l'identité régimentaire. Le symbole le plus important est l'insigne du régiment qui est composé du chiffre arabe « 2 » d'or sur fond de gueules entouré d'un anneau de sinople liséré d'or portant l'inscription « The Queen's Own Rifles of Canada » en lettres majuscules d'or et joint en pointe par une boucle également de sinople lisérée d'or portant l'inscription « In Pace Paratus » en lettres majuscules d'or ; l'anneau est sommé de la couronne royale au naturel et le tout est brochant sur une feuille d'érable d'argent. Le chiffre « 2 » perpétue l'histoire du régiment qui a d'abord été créée en tant que « 2nd Battalion, Volunteer Militia Rifles of Canada » en 1860. « In Pace Paratus » est la devise des Queen's Own Rifles of Canada et signifie « Prêts dans la paix » en latin. Le drapeau de camp du régiment comprend l'insigne régimentaire en son centre. Un autre élément important de l'identité d'un régiment sont les marches régimentaires. The Queen's Own Rifles of Canada en possèdent trois, deux rapides, ou au pas cadencé, The Buffs et The Maple Leaf Forever, ainsi qu'une lente, Money Musk,. The Buffs est également la marche régimentaire des Buffs (Royal East Kent Regiment) (en), un régiment de la British Army auquel sont affiliés The Queen's Own Rifles of Canada.

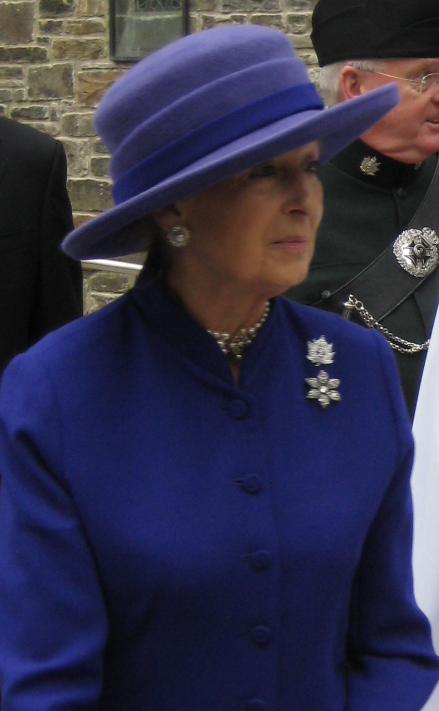
Son Altesse Royale la princesse Alexandra, l'honorable madame Ogilvy, colonel en chef des Queen's Own Rifles of Canada visitant la chapelle régimentaire le 25 avril 2010

Outre sa structure opérationnelle, le régiment possède une gouvernance cérémonielle. La position la plus importante de cette gouvernance est celle de colonel en chef. Historiquement, le colonel en chef d'un régiment était son mécène, souvent royal. Il n'a aucun rôle opérationnel. Le colonel en chef actuel des Queen's Own Rifles of Canada est Son Altesse Royale Camilla, la duchesse de Cornouailles depuis le 1er janvier 2011. Le premier colonel en chef des Queen's Own Rifles of Canada fut Sa Majesté la reine Mary de 1928 à 1953. Son Altesse Royale la princesse Alexandra, l'honorable madame Ogilvy lui succéda et elle décida de se retirer de cette fonction en 2010,. Deux autres positions honorifiques sont celles de colonel du régiment et de colonel honoraire. La position de colonel du régiment existe depuis 1958 et est réservée aux régiments de la Force régulière. Ainsi, les QOR of C en ont eu un de 1958 à 1970. Durant ces années, les QOR of C n'avaient pas de colonels honoraires. D'ailleurs, la première nomination d'un colonel honoraire au Canada a été le lieutenant-colonel l'honorable J.M. Gibson, un ancien carabinier des Queen's Own Rifles, qui a été nommé colonel honoraire du 13e Bataillon d'infanterie en 1895.
| Nom                                         | Dates                               |
| ------------------------------------------- | ----------------------------------- |
| Lieutenant-colonel Baptist Leonard Johnston | 25 septembre 1958 au 3 février 1960 |
| Colonel J. G. K. Strathy                    | 10 mars 1960 au 7 mai 1970          |

| Nom                                                           | Dates                                 |
| ------------------------------------------------------------- | ------------------------------------- |
| Field Marshal Earl Roberts de Kandahar, Pretoria et Waterford | 17 août 1900 au 18 novembre 1914      |
| Général Sir William Dillon Otter                              | 8 avril 1915 au 8 mai 1929            |
| Major-général Sir Henry Mill Pellatt                          | 20 juin 1929 au 8 mars 1939           |
| Major-général Robert Rennie                                   | 9 mars 1939 au 17 décembre 1949       |
| Colonel Reginald Pellatt                                      | 1er février 1951 au 31 janvier 1956   |
| Lieutenant-colonel Baptist Johnston                           | 1er février 1956 au 24 septembre 1958 |
| Colonel C. O. Dalton                                          | 8 mai 1970 à décembre 1975            |
| Colonel H. E. Dalton                                          | 11 décembre 1975 au 22 septembre 1984 |
| Brigadier-général J. N. Gordon                                | Octobre 1984 à novembre 1989          |
| Colonel J. F. Lake                                            | Novembre 1989 à avril 1991            |
| Colonel H. F. C. Elliot                                       | 28 avril 1991 à avril 1994            |
| Brigadier-général D. A. Pryer                                 | 1er avril 1994 à au moins 1999        |
| Colonel P. F. Hughes                                          | 2005 au 29 novembre 2012              |
| Capitaine Lawrence N. Stevenson                               | 29 novembre 2012 au 26 novembre 2016  |
| Major-général Walter Holmes                                   | Depuis le 26 octobre 2016             |

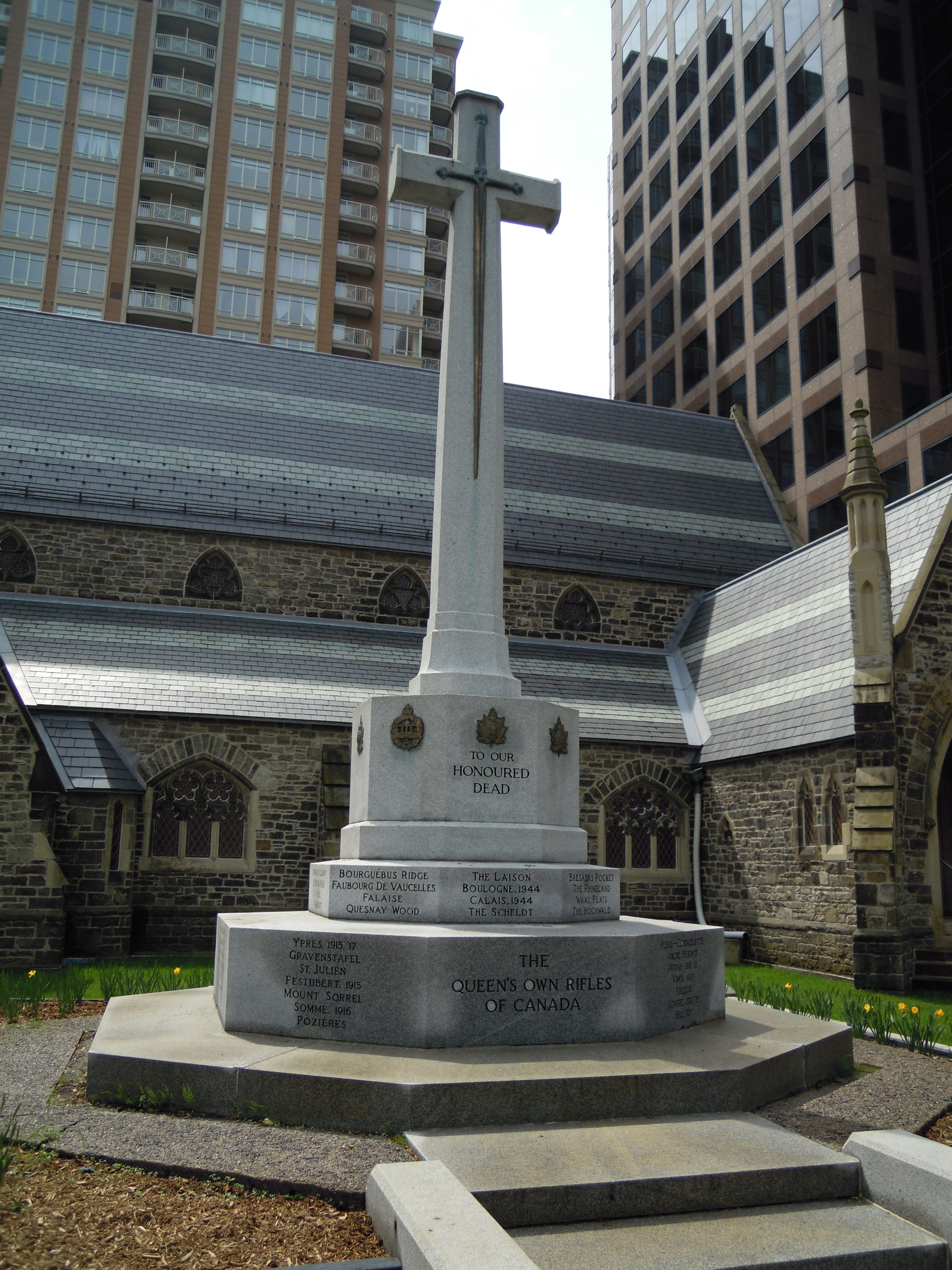
Le monument aux morts des Queen's Own Rifles of Canada devant la chapelle régimentaire à Toronto

The Queen's Own Rifles of Canada ont une chapelle régimentaire depuis 1910 qui est l'église anglicane St Paul Bloor Street (en) sise au 227 de la rue Bloor à Toronto. Sur son terrain, il y a le monument aux morts des Queen's Own Rifles of Canada.
The Queen's Own Rifles of Canada sont présentement jumelés avec trois régiments de la British Army,. Ils se sont jumelés avec The Buffs (East Kent Regiment) sous le commandement du major-général Sir Henry Pellatt qui apporta le régiment en Angleterre pour qu'il s'entraîne sur les plaines de Salisbury en 1914. De plus, depuis la création d'une compagnie appelée « Upper Canada College Rifle Company » en 1866, le régiment est affilié avec l'Upper Canada College et, plus particulièrement, avec son bataillon de cadets.
| Nom de l'unité                                                       | Branche      | Emplacement             | Années         |
| -------------------------------------------------------------------- | ------------ | ----------------------- | -------------- |
| The Rifles                                                           | British Army | Winchester (Angleterre) | Depuis 2007    |
| The Royal Gurkha Rifles                                              | British Army | Népal                   | Depuis 1994    |
| The Princess of Wale's Royal Regiment (Queen's and Royal Hampshires) | British Army | Londres (Angleterre)    | Depuis 1992    |
| Brigade de Gurkhas                                                   | British Army | Népal                   | De 1982 à 1994 |
| The Royal Green Jackets                                              | British Army | Angleterre              | De 1966 à 2007 |
| The Queen's Regiment (en)                                            | British Army | Canterbury (Angleterre) | 1966 à 1992    |
| The Queen's Own Buffs, The Royal Kent Regiment (en)                  | British Army | Angleterre              | 1961 à 1966    |
| The King's Royal Rifle Corps                                         | British Army | Winchester (Angleterre) | 1956 à 1966    |
| The Buffs (Royal East Kent Regiment) (en)                            | British Army | Canterbury (Angleterre) | 1914 à 1961    |

## Musique et clairons des Queen's Own Rifles of Canada
La fanfare et les clairons régimentaires (The Regimental Band and Bugles en anglais) forment la musique des Queen's Own Rifles of Canada. Ils existent depuis la création du régiment le 26 avril 1860 à Toronto. Il s'agit de la fanfare la plus ancienne de la milice en service ininterrompu au Canada. Historiquement, les clairons étaient des instruments d'ordonnance qui servaient à donner des ordres sur le champ de bataille. Ils occupent donc une place d'honneur importante au sein des régiments de carabiniers.

## Musée régimentaire

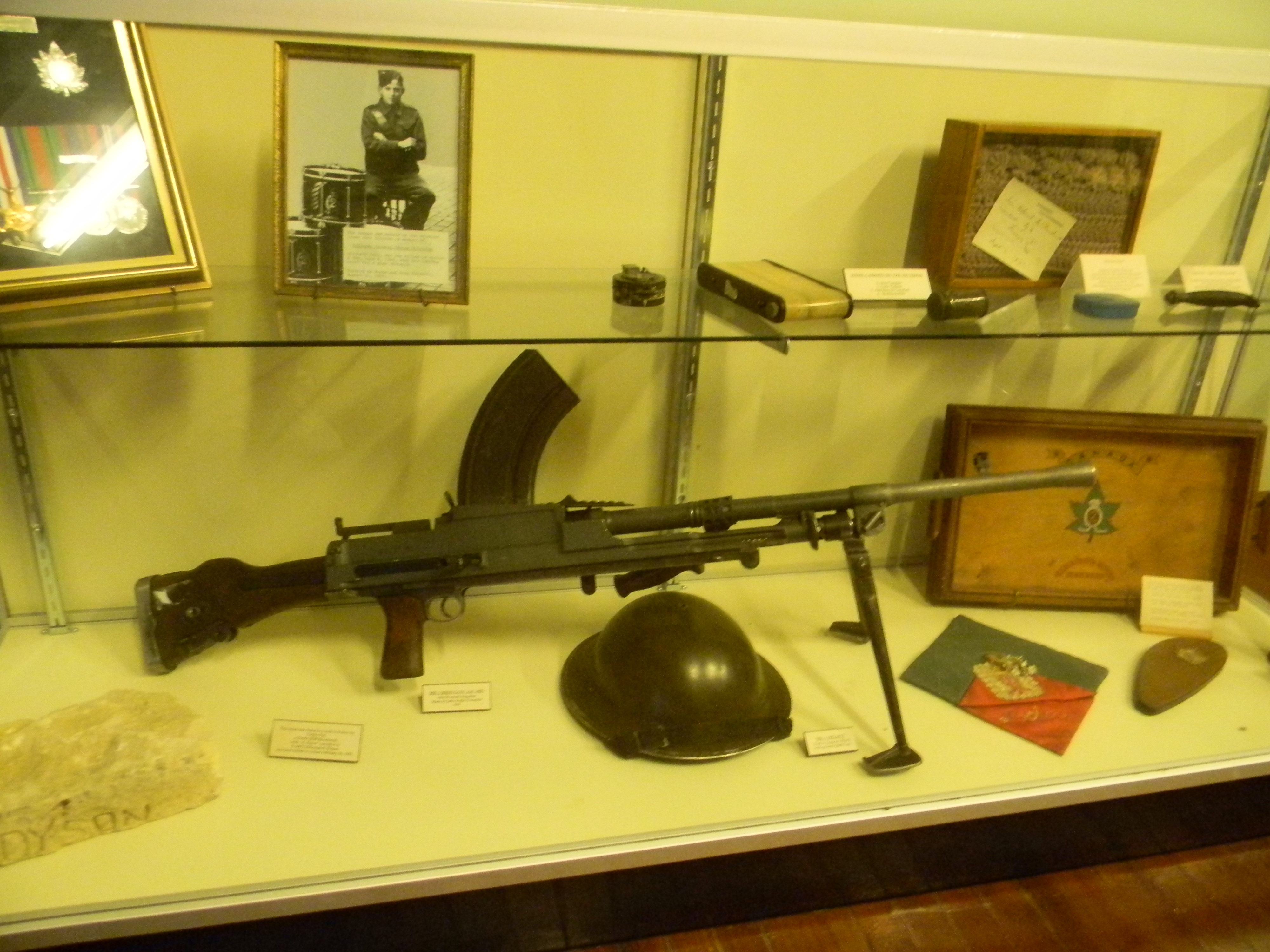
Objets exposés au musée régimentaire des Queen's Own Rifles of Canada dans la Casa Loma

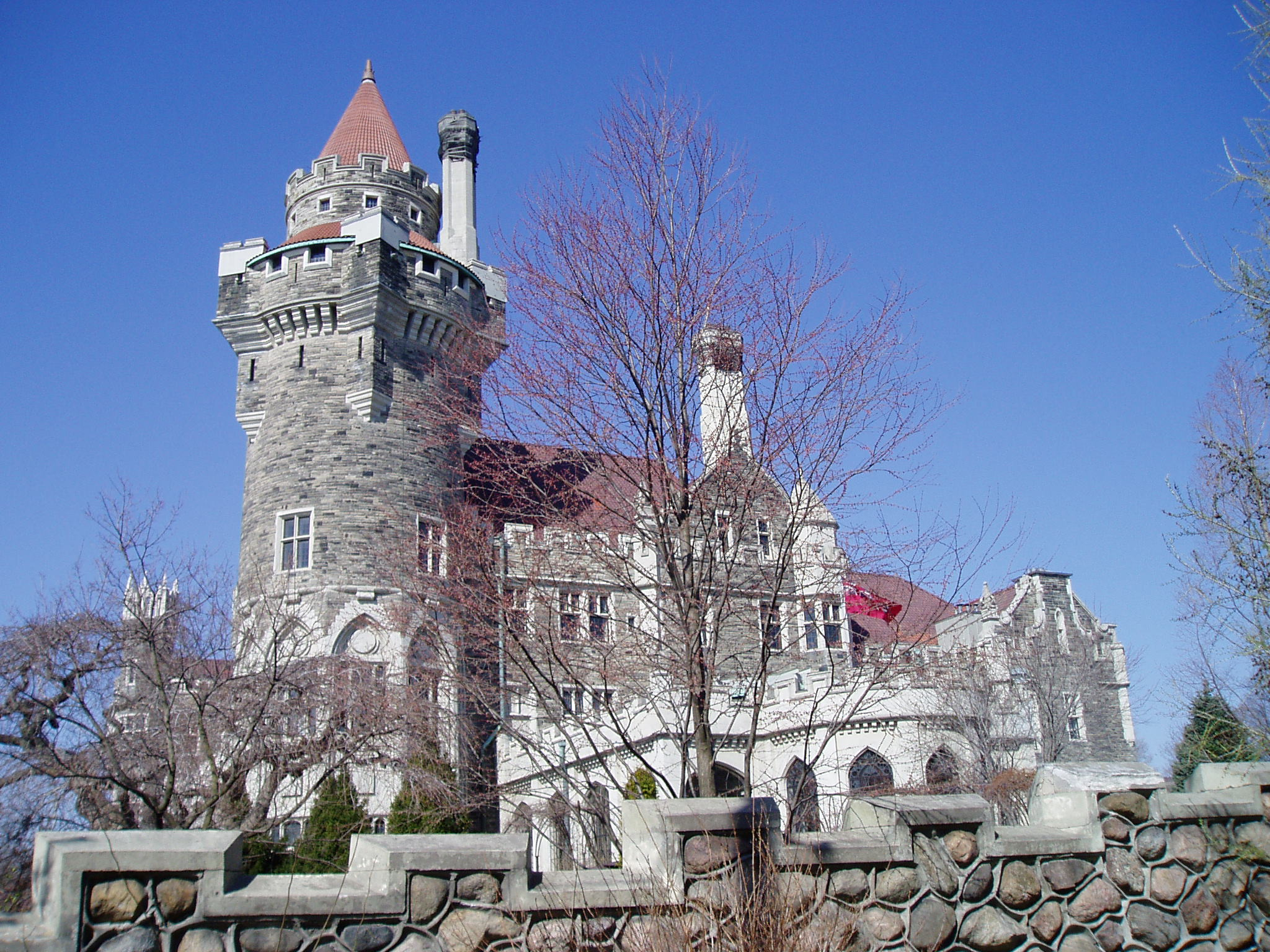
La Casa Loma à Toronto comprend le musée régimentaire des Queen's Own Rifles of Canada.

Le musée régimentaire des Queen's Own Rifles of Canada (The Queen's Own Rifles of Canada Regimental Museum en anglais) est un musée militaire situé au 3e étage de la Casa Loma sise au 1 de le terrasse Austin à Toronto exposant des objets relatant l'histoire et les traditions du régiment. Il a d'abord été créé en 1956 et ouvert le 1er mai 1957 dans les casernes Currie à Calgary en Alberta. Il a été déménagé à son emplacement actuel en 1970. Il y a également des expositions plus petites à Calgary et à Victoria en Colombie-Britannique.

## Ordre de préséance
The Queen's Own Rifles of Canada sont le troisième régiment dans l'ordre de préséance des régiments d'infanterie de la Première réserve.